# Ohrwürmer

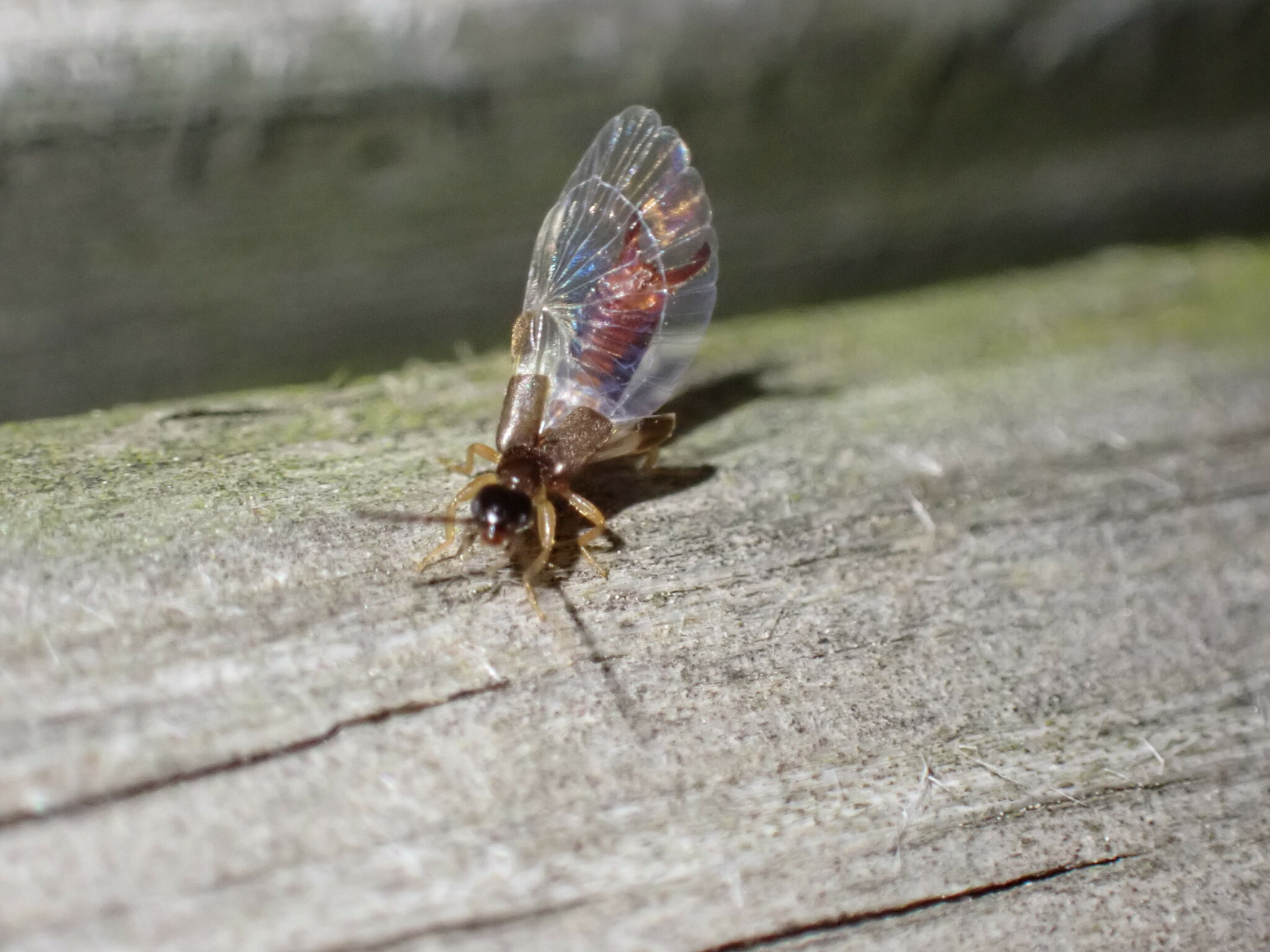
Ein Kleiner Ohrwurm (Labia minor) beim Entfalten der Flügel – die Form der entfalteten Flügel erinnert an menschliche Ohren und hat die Namensgebung der Ordnung beeinflusst. Er zählt zu den kleinsten 10 % der Arten.

Ohrwürmer (Dermaptera) sind eine Ordnung der Insekten und gehören zu den Fluginsekten (Pterygota), genauer zu den Polyneoptera. Die Ordnung besteht aus mehr als 2030 Arten in 11 Familien, die auf allen Kontinenten außer Antarktika zu finden sind. 7 Arten aus dem Freiland davon sind auch aus Deutschland bekannt, 9 aus der Schweiz, 12 aus Österreich und 13 Arten insgesamt aus dem deutschsprachigen Teil Mitteleuropas, dazu kommen weitere 6 Gewächshausarten. Aus Europa sind 64 Arten bekannt, dazu kommen noch etwa 19 Arten von den Kanaren und Madeira. Manche Arten gelten als Nützlinge, da sie unter anderem verschiedene Blattlaus-Arten fressen. Kennzeichnend für die Ordnung ist die Zange am Hinterleib, die vor allem bei den Männchen sehr unterschiedlich aussehen kann.

## Namensgebung
Von der Antike bis in die frühe Neuzeit hinein wurden die Tiere pulverisiert als Medizin gegen Ohrkrankheiten und Taubheit verabreicht. Daher stammt nach einigen Angaben auch der lateinische Name auricula (Diminutiv zu auris „Ohr“). Von diesem sind auch die Bezeichnungen earwig im Englischen und perce-oreille im Französischen abgeleitet. Anderen Angaben zufolge entstand der Name durch die Form der Zangen, die einem Nadelöhr gleicht. Hinweise darauf finden sich ab dem 17. Jahrhundert, das Wort „Öhr“ selbst existierte schon in der althochdeutschen Sprache als „ōri“, Ohrwürmer selbst sind in älterer Literatur als „orenwurm“ bekannt. Weitere Erklärungen der Namensherkunft finden sich in einem von Goldschmieden verwendeten Instrument, mit dem Ohren durchstochen werden konnten und das der Zange von Ohrwürmern ähnelt (auch als Herleitung für das französische „perce oreille“ und italienische „forfeccina“ möglich) und der Ähnlichkeit der ausgebreiteten Ohrwurm-Hinterflügel mit der Form des menschlichen Ohrs. Hier wird vermutet, dass aus dem englischen ear wing schließlich earwig wurde. Eine fünfte Erklärung vermutet den Ursprung in dem Irrglauben, Ohrwürmer würden in menschliche Ohren krabbeln. Dieser Mythos ist schon in der „Naturalis Historia“ von Plinius dem Älteren zu finden. Bis heute sind jedoch keine solchen Vorfälle bekannt, jedoch können bei im Freien auf dem Erdboden schlafenden Menschen durchaus Wirbellose Schutz in Ohren suchen.
Im deutschen Sprachraum sind die Tiere unter verschiedensten regionalen Variationen ihres Namens bekannt, z. B. Ohrenfitzler, Ohrenkneifer, Ohrenklemmer, Ohrenzwicker, Ohrenschliefer (verballhornt zu Ohrenschlüpfer), Ohrlaus, Ohrenpitscher, Ohrawusler, Ohrengrübler oder Ohrkriecher, Ohremüggel (Schweiz) oder Ohrenhöhler (Bayern).

## Funktion der Zangen
Ohrwürmer und ihre Zangen sind, entgegen früheren Annahmen, die mindestens bis ins 1. Jahrhundert zurückreichen, für Menschen vollkommen ungefährlich: Die Zangen werden zur Flügelentfaltung, zur Verteidigung, für Konkurrenzkämpfe und je nach Art bei der Jagd auf kleine Insekten genutzt, nicht zum Kneifen in Ohren, wie der Name Ohrkneifer suggerieren könnte. Mit ihren Zangen sind Ohrwürmer zudem nicht fähig, die menschliche Haut zu durchdringen, wenngleich sie diese leicht kneifen können. Die Männchen der Ohrwürmer benötigen ihre Zangen außerdem, um den Hinterleib der Weibchen anzuheben, wenn sie bei der Paarung ihren Penis einführen wollen. Männchen, die einen Teil der Zange oder die ganze Zange verloren haben, können sich nicht mehr paaren. Auch sind Konkurrenzkämpfe der Männchen mit ihren Zangen bekannt: Manche Arten, wie Anisolabis maritima, tragen Konkurrenzkämpfe aus, bei denen der Winkel ihrer gebogenen Zangen einen Vorteil bieten kann.

## Merkmale

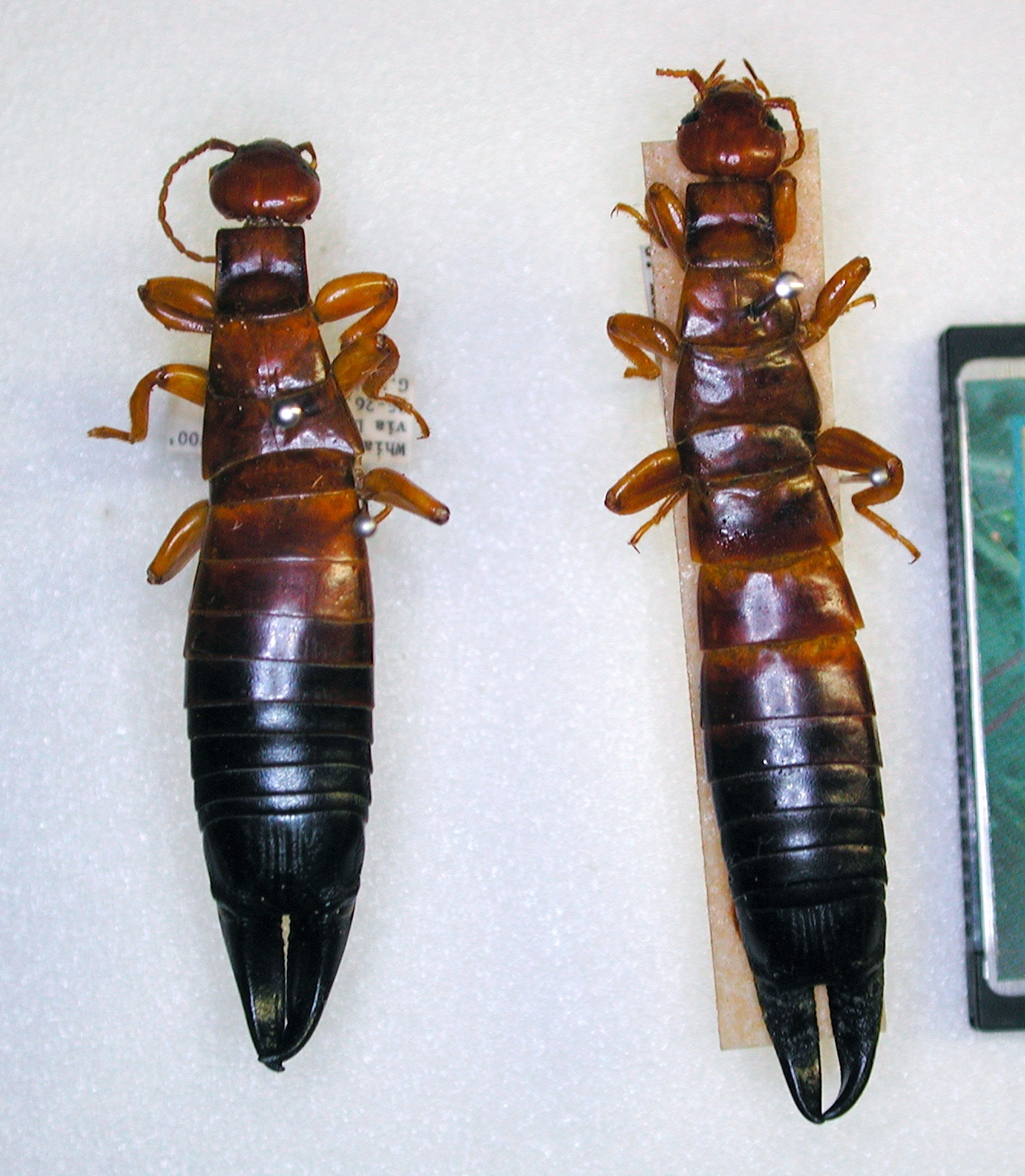
Titanolabis colossea, mit bis zu 5 cm Länge die größten lebenden Ohrwürmer aus Australien und flügellos.

Die Körperlänge einschließlich der Zangen beträgt meistens zwischen 5 und 30 Millimetern, einige Arten können auch deutlich größer werden, beispielsweise der Riesenohrwurm (Titanolabis colossea) mit bis zu 50 mm Körperlänge, Apachyus feae mit bis zu 47 mm Körperlänge oder Forcipula congo mit bis zu 46 mm Körperlänge. Der im 21. Jahrhundert ausgestorbene St.-Helena-Riesenohrwurm (Labidura herculeana) wurde bis zu 80 mm lang. Die kleinste Art ist Eugerax poecilum mit 2,5–3,4 mm Körperlänge, gefolgt von Pseudovostox myrmecus mit 3 mm Körperlänge und Eugerax salcedoi mit 3–3,5 mm Körperlänge.
Die Vorderflügel der Ohrwürmer sind derb verhärtet und verkürzt (in Derma(to)ptera bedeutet (gr.) derma so viel wie „Leder“). Sie bedecken nur den vordersten Teil des Abdomens und werden Elytren genannt. Die häutigen Hinterflügel werden unter diesen Deckflügeln sehr kompliziert und kompakt gefaltet. Weniger als die Hälfte der Ohrwurmarten kann fliegen, viele Arten haben die Flugmuskulatur sowie die Flügel weitgehend zurückgebildet.
Die zu Zangen umgebildeten Hinterleibsfäden, die Cerci, sind bei männlichen Tieren häufig stark gebogen, während sie bei Weibchen meist gerade sind. Diese Umbildung hat ihnen auch den umgangssprachlichen Namen „Ohrenkneifer“ eingebracht. Die Zangen, auch Forceps genannt, werden zur Jagd, zur Verteidigung, als Hilfe beim Entfalten der Hinterflügel sowie bei der Begattung eingesetzt. Bei manchen Arten sind sie sehr kurz, bei anderen dagegen lang, in manchen Fällen sogar so lang oder länger als der restliche Körper. Es existiert eine große Vielfalt verschiedener Zangenformen, die auch häufig für Artbestimmungen genutzt werden.
Die meisten Arten haben gut ausgebildete Facettenaugen. Punktaugen (Ocellen) sind aber immer reduziert. Bei adulten Ohrwürmern folgt auf den Kopf das Pronotum, dahinter sind je nach Art die Elytren mit Hinterflügeln, nur die Elytren oder der unbedeckte Meso- und Metathorax zu finden. Daran schließt sich das Abdomen an. Vor allem am zweiten und dritten Abdominaltergit befinden sich häufig dorsolateral Drüsenfalten, aus denen Wehrsekrete abgegeben werden können. Bei manchen Arten sind diese sehr groß ausgebildet, bei anderen unauffällig. Das letzte Abdominaltergit sowie das daran sitzende Pygidium zwischen den Ästen der Zange können wichtige Bestimmungsmerkmale aufweisen. Je nach Art sitzt das Pygidium auf den Hinterleibssegmenten acht, neun, zehn oder elf, oder aus zwei miteinander verschmolzenen Segmenten. Die Behaarung mit den Setae fällt je nach Art unterschiedlich aus. Die Nymphen der Ohrwürmer besitzen noch keine voll entwickelten Elytren oder Flügel, allenfalls Flügelknospen (Alae). Daher sind bei ihnen alle drei Thoraxsegmente sichtbar. Ebenso nimmt die Anzahl der Antennenglieder mit fortschreitenden Nymphenstadien zu. Auf das oft verlängerte basale Antennenglied folgt ds kurze Wendeglied sowie die übrigen Antennenglieder. Die Anzahl der Antennenglieder ist ein Merkmal, das oft unterstützend zur Bestimmung der Art oder des Nymphenstadiums verwendet wird, jedoch können Antennenglieder auch abbrechen, sodass einige Individuen weniger Glieder besitzen.
Manche Familien unterscheiden sich stark von den aus Mitteleuropa bekannten Arten. Bei den Arixeniidae sind die Komplexaugen nur klein, Flügel fehlen. Eine bekannte Art ist die als Phoret an Fledermäusen lebende Arixenia esau in Malaysia. Die lebendgebärenden Arixenidae leben ausschließlich auf oder nahe bei Fledermäusen auf Malaysia und den Philippinen, bevorzugt Nacktfledermäusen. Bei den Hemimeridae sind sowohl die Komplexaugen als auch die Flügel vollständig reduziert. Alle Arten leben auf den Riesenhamsterratten (Cricetomys) in Afrika, wo sie sich wohl von Hautpilzen und -schuppen ernähren. Es konnte noch nie gezeigt werden, dass die Hemimeridae den Riesenhamsterratten schaden würden. Deshalb sind die Hemimeridae nicht als Parasiten, sondern als Mutualisten oder eventuell als Symbionten zu bezeichnen.

## Verbreitung
Ohrwürmer finden sich auf allen Kontinenten außer Antarktika. Die meisten weniger spezialisierten Unterfamilien sind pantropisch verbreitet, wohingegen nur wenige stärker spezialisierte Unterfamilien wie die Anechurinae oder Forficulinae auch artenreicher in der Holarktis zu finden sind.
In Europa, Nordafrika und Westasien kommen insgesamt über 100 Arten vor. Am weitesten nach Norden dringen dabei Forficula auricularia, Labia minor und Forficula tomis vor. In Fennoskandinavien und Island kommen Ohrwürmer nördlich bis über den 64. Breitengrad hinaus vor, in Russland bis etwa zum 61. Breitengrad. Neben den bereits genannten Arten dringen noch Chelidurella acanthopygia, Apterygida albipennis und Labidura riparia bis nach Nordeuropa vor, andere Arten finden sich im Freiland nicht in Nordeuropa oder dem nördlichen Mittel-, West- und Osteuropa. Da geographische Isolation die Artbildung fördert, finden sich besonders viele Arten in den Gebirgen der Paläarktis oder auf Inseln, wie den Kanaren. Im Mittelmeerraum ist die Artenvielfalt generell um ein Vielfaches höher als weiter nördlich.
In Nordamerika leben etwa 30 Arten. Die nördlichsten Funde liegen hier im Süden Alaskas bei etwa 62° nördlicher Breite und in Kanada zwischen 52 und 57° nördlicher Breite (von West nach Ost abnehmend). Hier dringt nur Forficula auricularia besonders weit nach Norden vor. Die übrigen Arten finden sich nur südlich des 51. Breitengrades. Die höchste Artenvielfalt in Nordamerika findet sich in den tropischen Bereichen, z. B. in Florida.
In Ostasien kommen nur wenige Arten nördlich des 44. Breitengrades vor, z. B. Forficula tomis, Timomenus komarowi, Anechura harmandi und Anechura japonica. In den Gebirgen, Steppen und Wüsten Zentralasiens leben vergleichsweise nur wenige weitere Arten.
Auf der Südhalbkugel reichen die Vorkommen in Südamerika bis etwa zum 54. Grad südlicher Breite. Auch hier dringt Forficula auricularia weiter nach Süden vor als die anderen Arten. Im Süden von Argentinien und Chile leben noch ein paar weitere Arten, z. B. aus der Gattung Esphalmenus.
In Afrika kommen zahlreiche Arten bis nach Südafrika vor und auch in Australien und Neuseeland leben zahlreiche Arten bis in die südlichsten Landesteile, obwohl die Artenzahl Richtung Norden stark ansteigt.
Fast 90 % der Arten finden sich in der Neotropis, Afrotropis, Orientalis sowie China und der nördlichen Australis. Da gerade in den Tropen die Artenvielfalt nur wenig erforscht ist, leben hier vermutlich noch mehr Arten als bisher bekannt.
Die meisten Ohrwürmer bevorzugen feuchte Lebensräume. Es gibt zwar auch an Trockenheit angepasste Arten, dennoch liegt die Artenzahl auf jedem Kontinent in feuchten Lebensräumen deutlich höher als in trockenen. Auch werden Verstecke wie Steine, Totholz und Ähnliches benötigt, deshalb sind strukturreiche Lebensräume ebenfalls von mehr Arten besiedelt. Dementsprechend leben in Regenwäldern und Gebirgen die meisten Arten, in Steppen, Wüsten und anderem offenen Grasland dagegen nur wenige.

## Vorkommen und Lebensweise
Ohrwürmer sind in Mitteleuropa in verschiedensten Habitaten zu finden. Manche Arten bevorzugen dabei Wälder (Waldohrwurm), manche Sandflächen (Sandohrwurm) und manche kommen nur in Gebirgen vor (Zweipunkt-Ohrwurm oder Bergwaldohrwurm). Der Gebüschohrwurm wird häufig auf Stauden, Sträuchern und Bäumen gefunden und der Gemeine Ohrwurm besiedelt fast alle Lebensräume. Er wird auch am häufigsten von allen heimischen Arten in Gärten und Städten gefunden.
Die Insekten sind nacht- bzw. dämmerungsaktiv und halten sich tagsüber in Verstecken wie selbst gebauten Gängen im Boden, unter Laub, Rinde, Totholz, Steinen, Blumentöpfen, in hohlkernigem Steinobst, in den feuchtigkeitsspendenden Blattscheiden von Doldengewächsen oder ähnlichen auf. Auch die Ablage der Eier und die Brutpflege finden in diesen Verstecken statt. Dabei werden die Eier und die Larven (Nymphen genannt) in den teilweise selbst gebauten Verstecken beschützt, oft gepflegt und gesäubert und teilweise sogar gefüttert. Auch eine Hilfe beim Schlüpfen wurde beobachtet sowie das Umpositionieren von Nymphen, die mit den Mundwerkzeugen der Mutter gepackt wurden.
Weiterhin ist ein sehr ausgeprägtes Balzverhalten sowie eine sehr lange Paarungsdauer bekannt. Bei der Familie Apachyidae fehlt die Brutpflege, dafür zeigen die Arten eine ansonsten ungewöhnliche Kopulationsstellung, bei der sich das Männchen um 180 Grad dorsoventral verdreht zum Weibchen befindet – also der Bauch des Männchens am Bauch des Weibchens liegt. Dies hängt vermutlich mit der Lebensweise unter Rinde zusammen, die keinen Platz für die ansonsten bei Ohrwürmern übliche Paarungshaltung bietet – ein angehobener und umgebogener Hinterleib der Männchen. Bei manchen Arten umklammern dabei die Männchen mit ihren Zangen den Hinterleib der Weibchen, sowohl bei den Apachyidae als auch bei Arten der Überfamilie Forficuloidea.
Die meisten Arten ernähren sich omnivor, aber bevorzugt von Pflanzenmaterial. Auch räuberische Arten sind bekannt, die sich z. B. von kleineren Insekten wie Blattläusen oder Schmetterlingsraupen ernähren. Auch die Ernährung von Detritus ist bekannt. Manche Gattungen leben auch auf der Haut von Riesenhamsterratten oder Fledermäusen, wo sie sich von Hautschuppen und Pilzen ernähren, ohne ihren Wirten zu schaden. Unbeschädigte, härtere Schalen und Fruchthäute können Ohrwürmer nicht anfressen und auch weichschaliges Obst (wie Trauben und Kirschen) wird in der Regel nur angeknabbert, wenn die Schale bereits geschädigt ist.
Bei Äpfeln findet man den Gemeinen Ohrwurm (Forficula auricularia) häufig in den Fraßgängen des Apfelwicklers. Andere Arten wie der Sandohrwurm (Labidura riparia) sind reine Fleischfresser und können dadurch zur Schädlingsreduktion beitragen.
Zur Abwehr von Fressfeinden werden häufig die Zangen eingesetzt, mit denen die Tiere mitunter auch für Menschen schmerzhaft, aber harmlos, kneifen können. Es werden bei vielen Arten auch Wehrsekrete aus am Hinterleib sitzenden Drüsen versprüht, die teilweise nach Ammoniak riechen. Darüber hinaus können viele Arten schnell laufen und auch dadurch Fressfeinden entkommen. Zudem bietet das Verstecken in engen Spalten und Hohlräumen sowie die bei manchen Arten auftretende Bildung von Aggregationen zusätzlichen Schutz. Während adulte Tiere ihre Sekrete, die zudem antibakteriell, antimykotisch und nematizidisch wirken, über Drüsen am dritten und vierten Abdominalsegment absondern, kommen bei Nymphen paarige Pygidialdrüsen zum Einsatz. Das Wehrsekret von Nymphen von Forficula auricularia enthält unter anderem 2-Methyl-1,4-Benzochinon, 2-Ethyl-1,4-Benzochinon, n-Tridecan und n-Pentadecan. Es bietet einen wirkungsvollen Schutz gegen Ameisen der Art Myrmica rubra, nicht jedoch gegen Spinnen.
Ohrwürmer bringen in den gemäßigten Zonen in der Regel nur eine Generation pro Jahr hervor.

## Taxonomie
Der Name Dermaptera wurde von Carl de Geer eingeführt, ursprünglich für eine Gruppe, die außer den Ohrwürmern auch die Heuschrecken, Fangschrecken und Schaben umfasst. Daher wird gelegentlich auch der Name Dermatoptera, eingeführt von Burmeister (1838), verwendet, um auszudrücken, dass man sich ausschließlich auf die Ohrwürmer bezieht.

### Phylogenie

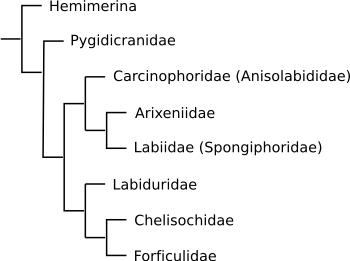
Veraltete Phylogenie der Ohrwürmer (Dermaptera) nach Popham 1985

Eine lange Zeit bevorzugte Hypothese zur Phylogenie der Ohrwürmer wurde 1985 von E. J. Popham aufgrund von genitalmorphologischen Untersuchungen aufgestellt. In seiner Darstellung stellen die Arixeniina nur ein Taxon innerhalb der Forficulina dar.
Neuere Hypothesen von Haas und Kukalova-Peck (1995 und 2001) weichen teilweise stark von dieser phylogenetischen Hypothese ab, wobei sie weit besser belegt sind als die pophamschen Hypothesen und von molekularen Arbeiten gestützt werden.
Die etwa 2000 bekannten rezenten Arten werden der Unterordnung Neodermaptera zugeordnet. Weitere Unterordnungen sind nur von fossilen Arten bekannt. Die 12 Familien werden ihrerseits in 7 Überfamilien eingeordnet. Das folgende Kladogramm stellt die verwandtschaftlichen Verhältnisse dieser Familien dar. Es folgt Dermaptera Species File und bietet somit eine Übersicht über die aktuell gängigste systematische Einteilung, ist aber nicht auf dem neuesten wissenschaftlichen Stand:
| Karschielloidea         | Karschiellidae |
|                         | Karschiellidae |
| Pygidicranoidea         | \| \| Diplatyidae \| \| \| \| \| \| Haplodiplatyidae \| \| \| \| \| \| Pygidicranidae \| \| Vorlage:Klade/Wartung/3 \| \| |
|                         | \| \| Diplatyidae \| \| \| \| \| \| Haplodiplatyidae \| \| \| \| \| \| Pygidicranidae \| \| Vorlage:Klade/Wartung/3 \| \| |
|                         | Diplatyidae |
|                         | |
|                         | Haplodiplatyidae |
|                         | |
|                         | Pygidicranidae |
| Vorlage:Klade/Wartung/3 | |

|                         | Diplatyidae      |
|                         |                  |
|                         | Haplodiplatyidae |
|                         |                  |
|                         | Pygidicranidae   |
| Vorlage:Klade/Wartung/3 |                  |

| Hemimeroidea | Hemimeridae |
|              | Hemimeridae |
| Apachyoidea  | Apachyidae  |
|              | Apachyidae  |

| Anisolabidoidea | Anisolabididae |
|                 | Anisolabididae |

| Labiduroidea                                    | Labiduridae |
|                                                 | Labiduridae |
| Forficuloidea                                   | \| \| Arixeniidae \| \| \| \| \| \| Chelisochidae \| \| \| \| \| \| Forficulidae \| \| \| \| \| \| Spongiphoridae \| \| Vorlage:Klade/Wartung/3 Vorlage:Klade/Wartung/4 \| \| |
|                                                 | \| \| Arixeniidae \| \| \| \| \| \| Chelisochidae \| \| \| \| \| \| Forficulidae \| \| \| \| \| \| Spongiphoridae \| \| Vorlage:Klade/Wartung/3 Vorlage:Klade/Wartung/4 \| \| |
|                                                 | Arixeniidae |
|                                                 | |
|                                                 | Chelisochidae |
|                                                 | |
|                                                 | Forficulidae |
|                                                 | |
|                                                 | Spongiphoridae |
| Vorlage:Klade/Wartung/3 Vorlage:Klade/Wartung/4 | |

|                                                 | Arixeniidae    |
|                                                 |                |
|                                                 | Chelisochidae  |
|                                                 |                |
|                                                 | Forficulidae   |
|                                                 |                |
|                                                 | Spongiphoridae |
| Vorlage:Klade/Wartung/3 Vorlage:Klade/Wartung/4 |                |

| Hemimeroidea | Hemimeridae |
|              | Hemimeridae |
| Apachyoidea  | Apachyidae  |
|              | Apachyidae  |

| Anisolabidoidea | Anisolabididae |
|                 | Anisolabididae |

| Labiduroidea                                    | Labiduridae |
|                                                 | Labiduridae |
| Forficuloidea                                   | \| \| Arixeniidae \| \| \| \| \| \| Chelisochidae \| \| \| \| \| \| Forficulidae \| \| \| \| \| \| Spongiphoridae \| \| Vorlage:Klade/Wartung/3 Vorlage:Klade/Wartung/4 \| \| |
|                                                 | \| \| Arixeniidae \| \| \| \| \| \| Chelisochidae \| \| \| \| \| \| Forficulidae \| \| \| \| \| \| Spongiphoridae \| \| Vorlage:Klade/Wartung/3 Vorlage:Klade/Wartung/4 \| \| |
|                                                 | Arixeniidae |
|                                                 | |
|                                                 | Chelisochidae |
|                                                 | |
|                                                 | Forficulidae |
|                                                 | |
|                                                 | Spongiphoridae |
| Vorlage:Klade/Wartung/3 Vorlage:Klade/Wartung/4 | |

|                                                 | Arixeniidae    |
|                                                 |                |
|                                                 | Chelisochidae  |
|                                                 |                |
|                                                 | Forficulidae   |
|                                                 |                |
|                                                 | Spongiphoridae |
| Vorlage:Klade/Wartung/3 Vorlage:Klade/Wartung/4 |                |

| Karschielloidea         | Karschiellidae |
|                         | Karschiellidae |
| Pygidicranoidea         | \| \| Diplatyidae \| \| \| \| \| \| Haplodiplatyidae \| \| \| \| \| \| Pygidicranidae \| \| Vorlage:Klade/Wartung/3 \| \| |
|                         | \| \| Diplatyidae \| \| \| \| \| \| Haplodiplatyidae \| \| \| \| \| \| Pygidicranidae \| \| Vorlage:Klade/Wartung/3 \| \| |
|                         | Diplatyidae |
|                         | |
|                         | Haplodiplatyidae |
|                         | |
|                         | Pygidicranidae |
| Vorlage:Klade/Wartung/3 | |

|                         | Diplatyidae      |
|                         |                  |
|                         | Haplodiplatyidae |
|                         |                  |
|                         | Pygidicranidae   |
| Vorlage:Klade/Wartung/3 |                  |

| Hemimeroidea | Hemimeridae |
|              | Hemimeridae |
| Apachyoidea  | Apachyidae  |
|              | Apachyidae  |

| Anisolabidoidea | Anisolabididae |
|                 | Anisolabididae |

| Labiduroidea                                    | Labiduridae |
|                                                 | Labiduridae |
| Forficuloidea                                   | \| \| Arixeniidae \| \| \| \| \| \| Chelisochidae \| \| \| \| \| \| Forficulidae \| \| \| \| \| \| Spongiphoridae \| \| Vorlage:Klade/Wartung/3 Vorlage:Klade/Wartung/4 \| \| |
|                                                 | \| \| Arixeniidae \| \| \| \| \| \| Chelisochidae \| \| \| \| \| \| Forficulidae \| \| \| \| \| \| Spongiphoridae \| \| Vorlage:Klade/Wartung/3 Vorlage:Klade/Wartung/4 \| \| |
|                                                 | Arixeniidae |
|                                                 | |
|                                                 | Chelisochidae |
|                                                 | |
|                                                 | Forficulidae |
|                                                 | |
|                                                 | Spongiphoridae |
| Vorlage:Klade/Wartung/3 Vorlage:Klade/Wartung/4 | |

|                                                 | Arixeniidae    |
|                                                 |                |
|                                                 | Chelisochidae  |
|                                                 |                |
|                                                 | Forficulidae   |
|                                                 |                |
|                                                 | Spongiphoridae |
| Vorlage:Klade/Wartung/3 Vorlage:Klade/Wartung/4 |                |

| Hemimeroidea | Hemimeridae |
|              | Hemimeridae |
| Apachyoidea  | Apachyidae  |
|              | Apachyidae  |

| Anisolabidoidea | Anisolabididae |
|                 | Anisolabididae |

| Labiduroidea                                    | Labiduridae |
|                                                 | Labiduridae |
| Forficuloidea                                   | \| \| Arixeniidae \| \| \| \| \| \| Chelisochidae \| \| \| \| \| \| Forficulidae \| \| \| \| \| \| Spongiphoridae \| \| Vorlage:Klade/Wartung/3 Vorlage:Klade/Wartung/4 \| \| |
|                                                 | \| \| Arixeniidae \| \| \| \| \| \| Chelisochidae \| \| \| \| \| \| Forficulidae \| \| \| \| \| \| Spongiphoridae \| \| Vorlage:Klade/Wartung/3 Vorlage:Klade/Wartung/4 \| \| |
|                                                 | Arixeniidae |
|                                                 | |
|                                                 | Chelisochidae |
|                                                 | |
|                                                 | Forficulidae |
|                                                 | |
|                                                 | Spongiphoridae |
| Vorlage:Klade/Wartung/3 Vorlage:Klade/Wartung/4 | |

|                                                 | Arixeniidae    |
|                                                 |                |
|                                                 | Chelisochidae  |
|                                                 |                |
|                                                 | Forficulidae   |
|                                                 |                |
|                                                 | Spongiphoridae |
| Vorlage:Klade/Wartung/3 Vorlage:Klade/Wartung/4 |                |

Laut neueren phylogenetischen Studien weichen die tatsächlichen Verwandtschaftsverhältnisse jedoch ab. Die beiden folgenden Kladogramme zeigen zwei Möglichkeiten, die Dermaptera nach neuestem Stand einzuordnen:
| Karschielloidea         | Karschiellidae |
|                         | Karschiellidae |
| Pygidicranoidea         | \| \| Diplatyidae \| \| \| \| \| \| Haplodiplatyidae \| \| \| \| \| \| Pygidicranidae \| \| Vorlage:Klade/Wartung/3 \| \| |
|                         | \| \| Diplatyidae \| \| \| \| \| \| Haplodiplatyidae \| \| \| \| \| \| Pygidicranidae \| \| Vorlage:Klade/Wartung/3 \| \| |
|                         | Diplatyidae |
|                         | |
|                         | Haplodiplatyidae |
|                         | |
|                         | Pygidicranidae |
| Vorlage:Klade/Wartung/3 | |

|                         | Diplatyidae      |
|                         |                  |
|                         | Haplodiplatyidae |
|                         |                  |
|                         | Pygidicranidae   |
| Vorlage:Klade/Wartung/3 |                  |

|             | Allostethinae |
|             |               |
| Apachyoidea | Apachyidae    |
|             | Apachyidae    |

| Anisolabidoidea | Anisolabididae |
|                 | Anisolabididae |

|  | Arixeniidae   |
|  |               |
|  | Chelisochidae |
|  |               |

|  | Hemimeridae  |
|  |              |
|  | Forficulidae |
|  |              |

|  | Arixeniidae   |
|  |               |
|  | Chelisochidae |
|  |               |

|  | Hemimeridae  |
|  |              |
|  | Forficulidae |
|  |              |

|  | Arixeniidae   |
|  |               |
|  | Chelisochidae |
|  |               |

|  | Hemimeridae  |
|  |              |
|  | Forficulidae |
|  |              |

|  | Arixeniidae   |
|  |               |
|  | Chelisochidae |
|  |               |

|  | Hemimeridae  |
|  |              |
|  | Forficulidae |
|  |              |

|             | Allostethinae |
|             |               |
| Apachyoidea | Apachyidae    |
|             | Apachyidae    |

| Anisolabidoidea | Anisolabididae |
|                 | Anisolabididae |

|  | Arixeniidae   |
|  |               |
|  | Chelisochidae |
|  |               |

|  | Hemimeridae  |
|  |              |
|  | Forficulidae |
|  |              |

|  | Arixeniidae   |
|  |               |
|  | Chelisochidae |
|  |               |

|  | Hemimeridae  |
|  |              |
|  | Forficulidae |
|  |              |

|  | Arixeniidae   |
|  |               |
|  | Chelisochidae |
|  |               |

|  | Hemimeridae  |
|  |              |
|  | Forficulidae |
|  |              |

|  | Arixeniidae   |
|  |               |
|  | Chelisochidae |
|  |               |

|  | Hemimeridae  |
|  |              |
|  | Forficulidae |
|  |              |

| Karschielloidea         | Karschiellidae |
|                         | Karschiellidae |
| Pygidicranoidea         | \| \| Diplatyidae \| \| \| \| \| \| Haplodiplatyidae \| \| \| \| \| \| Pygidicranidae \| \| Vorlage:Klade/Wartung/3 \| \| |
|                         | \| \| Diplatyidae \| \| \| \| \| \| Haplodiplatyidae \| \| \| \| \| \| Pygidicranidae \| \| Vorlage:Klade/Wartung/3 \| \| |
|                         | Diplatyidae |
|                         | |
|                         | Haplodiplatyidae |
|                         | |
|                         | Pygidicranidae |
| Vorlage:Klade/Wartung/3 | |

|                         | Diplatyidae      |
|                         |                  |
|                         | Haplodiplatyidae |
|                         |                  |
|                         | Pygidicranidae   |
| Vorlage:Klade/Wartung/3 |                  |

|             | Allostethinae |
|             |               |
| Apachyoidea | Apachyidae    |
|             | Apachyidae    |

| Anisolabidoidea | Anisolabididae |
|                 | Anisolabididae |

|  | Arixeniidae   |
|  |               |
|  | Chelisochidae |
|  |               |

|  | Hemimeridae  |
|  |              |
|  | Forficulidae |
|  |              |

|  | Arixeniidae   |
|  |               |
|  | Chelisochidae |
|  |               |

|  | Hemimeridae  |
|  |              |
|  | Forficulidae |
|  |              |

|  | Arixeniidae   |
|  |               |
|  | Chelisochidae |
|  |               |

|  | Hemimeridae  |
|  |              |
|  | Forficulidae |
|  |              |

|  | Arixeniidae   |
|  |               |
|  | Chelisochidae |
|  |               |

|  | Hemimeridae  |
|  |              |
|  | Forficulidae |
|  |              |

|             | Allostethinae |
|             |               |
| Apachyoidea | Apachyidae    |
|             | Apachyidae    |

| Anisolabidoidea | Anisolabididae |
|                 | Anisolabididae |

|  | Arixeniidae   |
|  |               |
|  | Chelisochidae |
|  |               |

|  | Hemimeridae  |
|  |              |
|  | Forficulidae |
|  |              |

|  | Arixeniidae   |
|  |               |
|  | Chelisochidae |
|  |               |

|  | Hemimeridae  |
|  |              |
|  | Forficulidae |
|  |              |

|  | Arixeniidae   |
|  |               |
|  | Chelisochidae |
|  |               |

|  | Hemimeridae  |
|  |              |
|  | Forficulidae |
|  |              |

|  | Arixeniidae   |
|  |               |
|  | Chelisochidae |
|  |               |

|  | Hemimeridae  |
|  |              |
|  | Forficulidae |
|  |              |

|  | Allostethinae |
|  |               |
|  | Apachyidae    |
|  |               |

| Karschielloidea         | Karschiellidae |
|                         | Karschiellidae |
| Pygidicranoidea         | \| \| Diplatyidae \| \| \| \| \| \| Haplodiplatyidae \| \| \| \| \| \| Pygidicranidae \| \| Vorlage:Klade/Wartung/3 \| \| |
|                         | \| \| Diplatyidae \| \| \| \| \| \| Haplodiplatyidae \| \| \| \| \| \| Pygidicranidae \| \| Vorlage:Klade/Wartung/3 \| \| |
|                         | Diplatyidae |
|                         | |
|                         | Haplodiplatyidae |
|                         | |
|                         | Pygidicranidae |
| Vorlage:Klade/Wartung/3 | |

|                         | Diplatyidae      |
|                         |                  |
|                         | Haplodiplatyidae |
|                         |                  |
|                         | Pygidicranidae   |
| Vorlage:Klade/Wartung/3 |                  |

|  | Allostethinae |
|  |               |
|  | Apachyidae    |
|  |               |

| Karschielloidea         | Karschiellidae |
|                         | Karschiellidae |
| Pygidicranoidea         | \| \| Diplatyidae \| \| \| \| \| \| Haplodiplatyidae \| \| \| \| \| \| Pygidicranidae \| \| Vorlage:Klade/Wartung/3 \| \| |
|                         | \| \| Diplatyidae \| \| \| \| \| \| Haplodiplatyidae \| \| \| \| \| \| Pygidicranidae \| \| Vorlage:Klade/Wartung/3 \| \| |
|                         | Diplatyidae |
|                         | |
|                         | Haplodiplatyidae |
|                         | |
|                         | Pygidicranidae |
| Vorlage:Klade/Wartung/3 | |

|                         | Diplatyidae      |
|                         |                  |
|                         | Haplodiplatyidae |
|                         |                  |
|                         | Pygidicranidae   |
| Vorlage:Klade/Wartung/3 |                  |

| Anisolabidoidea | Anisolabididae |
|                 | Anisolabididae |

|  | Arixeniidae   |
|  |               |
|  | Chelisochidae |
|  |               |

|  | Hemimeridae  |
|  |              |
|  | Forficulidae |
|  |              |

|  | Arixeniidae   |
|  |               |
|  | Chelisochidae |
|  |               |

|  | Hemimeridae  |
|  |              |
|  | Forficulidae |
|  |              |

|  | Arixeniidae   |
|  |               |
|  | Chelisochidae |
|  |               |

|  | Hemimeridae  |
|  |              |
|  | Forficulidae |
|  |              |

|  | Arixeniidae   |
|  |               |
|  | Chelisochidae |
|  |               |

|  | Hemimeridae  |
|  |              |
|  | Forficulidae |
|  |              |

| Anisolabidoidea | Anisolabididae |
|                 | Anisolabididae |

|  | Arixeniidae   |
|  |               |
|  | Chelisochidae |
|  |               |

|  | Hemimeridae  |
|  |              |
|  | Forficulidae |
|  |              |

|  | Arixeniidae   |
|  |               |
|  | Chelisochidae |
|  |               |

|  | Hemimeridae  |
|  |              |
|  | Forficulidae |
|  |              |

|  | Arixeniidae   |
|  |               |
|  | Chelisochidae |
|  |               |

|  | Hemimeridae  |
|  |              |
|  | Forficulidae |
|  |              |

|  | Arixeniidae   |
|  |               |
|  | Chelisochidae |
|  |               |

|  | Hemimeridae  |
|  |              |
|  | Forficulidae |
|  |              |

|  | Allostethinae |
|  |               |
|  | Apachyidae    |
|  |               |

| Karschielloidea         | Karschiellidae |
|                         | Karschiellidae |
| Pygidicranoidea         | \| \| Diplatyidae \| \| \| \| \| \| Haplodiplatyidae \| \| \| \| \| \| Pygidicranidae \| \| Vorlage:Klade/Wartung/3 \| \| |
|                         | \| \| Diplatyidae \| \| \| \| \| \| Haplodiplatyidae \| \| \| \| \| \| Pygidicranidae \| \| Vorlage:Klade/Wartung/3 \| \| |
|                         | Diplatyidae |
|                         | |
|                         | Haplodiplatyidae |
|                         | |
|                         | Pygidicranidae |
| Vorlage:Klade/Wartung/3 | |

|                         | Diplatyidae      |
|                         |                  |
|                         | Haplodiplatyidae |
|                         |                  |
|                         | Pygidicranidae   |
| Vorlage:Klade/Wartung/3 |                  |

|  | Allostethinae |
|  |               |
|  | Apachyidae    |
|  |               |

| Karschielloidea         | Karschiellidae |
|                         | Karschiellidae |
| Pygidicranoidea         | \| \| Diplatyidae \| \| \| \| \| \| Haplodiplatyidae \| \| \| \| \| \| Pygidicranidae \| \| Vorlage:Klade/Wartung/3 \| \| |
|                         | \| \| Diplatyidae \| \| \| \| \| \| Haplodiplatyidae \| \| \| \| \| \| Pygidicranidae \| \| Vorlage:Klade/Wartung/3 \| \| |
|                         | Diplatyidae |
|                         | |
|                         | Haplodiplatyidae |
|                         | |
|                         | Pygidicranidae |
| Vorlage:Klade/Wartung/3 | |

|                         | Diplatyidae      |
|                         |                  |
|                         | Haplodiplatyidae |
|                         |                  |
|                         | Pygidicranidae   |
| Vorlage:Klade/Wartung/3 |                  |

| Anisolabidoidea | Anisolabididae |
|                 | Anisolabididae |

|  | Arixeniidae   |
|  |               |
|  | Chelisochidae |
|  |               |

|  | Hemimeridae  |
|  |              |
|  | Forficulidae |
|  |              |

|  | Arixeniidae   |
|  |               |
|  | Chelisochidae |
|  |               |

|  | Hemimeridae  |
|  |              |
|  | Forficulidae |
|  |              |

|  | Arixeniidae   |
|  |               |
|  | Chelisochidae |
|  |               |

|  | Hemimeridae  |
|  |              |
|  | Forficulidae |
|  |              |

|  | Arixeniidae   |
|  |               |
|  | Chelisochidae |
|  |               |

|  | Hemimeridae  |
|  |              |
|  | Forficulidae |
|  |              |

| Anisolabidoidea | Anisolabididae |
|                 | Anisolabididae |

|  | Arixeniidae   |
|  |               |
|  | Chelisochidae |
|  |               |

|  | Hemimeridae  |
|  |              |
|  | Forficulidae |
|  |              |

|  | Arixeniidae   |
|  |               |
|  | Chelisochidae |
|  |               |

|  | Hemimeridae  |
|  |              |
|  | Forficulidae |
|  |              |

|  | Arixeniidae   |
|  |               |
|  | Chelisochidae |
|  |               |

|  | Hemimeridae  |
|  |              |
|  | Forficulidae |
|  |              |

|  | Arixeniidae   |
|  |               |
|  | Chelisochidae |
|  |               |

|  | Hemimeridae  |
|  |              |
|  | Forficulidae |
|  |              |

### Arten

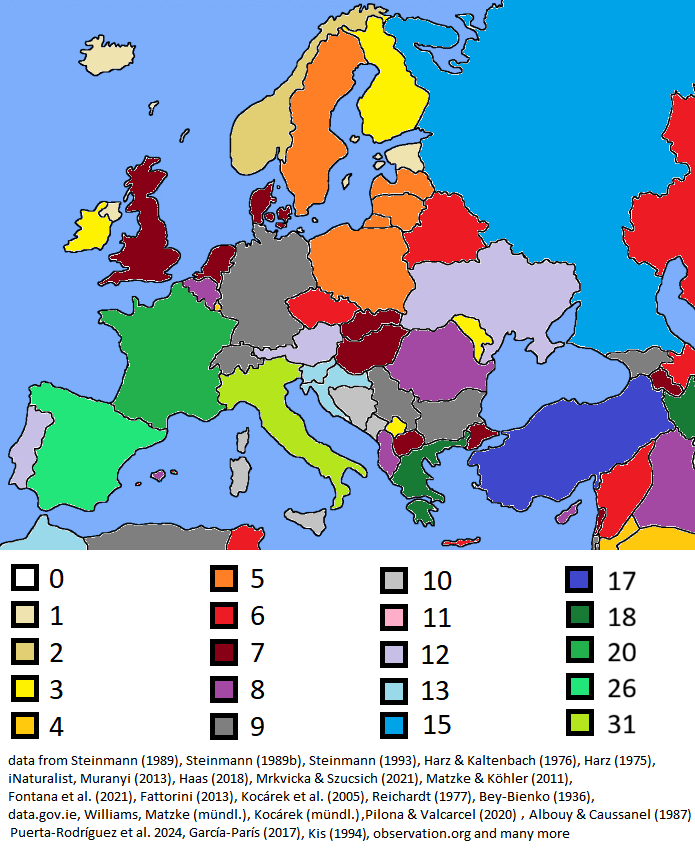
Karte der Artenzahlen der freilebenden Ohrwürmer in den einzelnen Ländern Europas. Der Farbcode zeigt die minimal bekannte Anzahl an Arten in den jeweiligen Ländern. Für Russland wurden nur die europäischen Arten gezählt, Arten aus dem Osten der Türkei sind nicht berücksichtigt, Territorien außerhalb der Karte (z. B. Kanaren oder Madeira) wurden nicht mit einbezogen und Exklaven oder Inseln sind in der Farbe des zugehörigen Landes dargestellt. Gewächshausarten sind nicht berücksichtigt. Die meisten Arten sind aus Italien bekannt (27), gefolgt von Spanien(26).

Die folgende Übersicht zeigt die einzelnen Infraordnungen, Überfamilien und Familien mitsamt Artenzahlen sowie die insgesamt etwa 80 Ohrwürmer, die aus Europa bekannt sind:
- Infraordnung Protodermaptera
  -     - Überfamilie Pygidicranoidea Verhoeff, 1902a
      - Diplatyidae (131 Arten)
      - Haplodiplatyidae (40 Arten)
      - Pygidicranidae (205 Arten)
        - Anataeliinae
          - Anataelia canariensis Bolivar, 1899 (Teneriffa & La Gomera)
          - Anataelia lavicola Martín & Oromí, 1988 (La Palma & El Hierro)
          - Anataelia troglobia Martín & Oromí, 1988 (La Palma)

- Infraordnung Epidermaptera
  - Paradermaptera
    - Überfamilie Apachyoidea Verhoeff, 1902a
      - Apachyidae (15 Arten)

  - Metadermaptera
    - Überfamilie Anisolabidoidea Verhoeff, 1902a
      - Anisolabididae (436 Arten)
        - Anisolabidinae
          - Aborolabis mordax Steinmann, 1978
          - Anisolabis maritima (Bonelli, 1832)
          - Canarilabis alata Johnsen, 1974
          - Canarilabis maxima (Brullé, 1838)
          - Euborellia annulata (Fabricius, 1787)
          - Südlicher Ohrwurm – Euborellia annulipes (Lucas, 1847) (Syn.: Anisolabis annulipes)
          - Gewächshaus-Ohrwurm – Euborellia arcanum Matzke & Kočárek, 2015
          - Euborellia femoralis (Dohrn, 1863)
          - Euborellia moesta (Géné, 1837)

  - Eteodermaptera
    - Überfamilie Labiduroidea Verhoeff, 1902a
      - Labiduridae (75 Arten)
        - Labidurinae
          - Sandohrwurm – Labidura riparia (Pallas, 1773)

        - Nalinae
          - Nala lividipes (Dufour, 1820)

    - Überfamilie Forficuloidea Latreille, 1810
      - Arixeniidae (5 Arten)
      - Chelisochidae (102 Arten)
      - Forficulidae (497 Arten)
        - Allodahliinae
          - Eulithinus analis (Rambur, 1838)

        - Anechurinae
          - Zweipunkt-Ohrwurm – Anechura bipunctata (Fabricius, 1781)
          - Chelidura aptera (von Mühlfeld, 1825)
          - Chelidura arverna David & Van Herrewege, 1973
          - Chelidura euxina (Semenov, 1907)
          - Chelidura pyrenaica (Gené, 1832)
          - Chelidura russica Steinmann, 1977
          - Chelidura transsilvanica Ebner, 1932
          - Wald-Ohrwurm – Chelidurella acanthopygia (Gené, 1832)
          - Chelidurella caprai Vigna Taglianti, 1993
          - Chelidurella fontanai Galvagni, 1996
          - Chelidurella galvagnii Kirstová & Kočárek, 2020
          - Chelidurella mutica Galvagni, 1995
          - Chelidurella poggii Capra, 1982
          - Chelidurella pseudovignai Kočárek & Kirstová, 2020
          - Bergwaldohrwurm – Chelidurella thaleri Harz, 1980
          - Chelidurella vignai (Krauss, 1886)
          - Mesochelidura apfelbecki (Werner, 1907)
          - Mesochelidura bolivari (Dubrony, 1878)
          - Mesochelidura chelmosensis (Maran, 1965)
          - Mesochelidura occidentalis de Fernandes, 1973
          - Perirrhytus edentulus (Wollaston, 1858)
          - Perirrhytus madeirensis (Borelli, 1908)
          - Pseudochelidura cantabrica Cuesta-Segura, Jurado-Angulo & García-París, 2023
          - Pseudochelidura sinuata (Lafresnaye, 1828)

        - Forficulinae
          - Gebüsch-Ohrwurm – Apterygida albipennis (Megerle von Mühlfeld, 1825)
          - Forficula aetolica Brunner von Wattenwyl, 1882
          - Forficula apennina Costa, 1881
          - Gemeiner Ohrwurm – Forficula auricularia Linnaeus, 1758 (Artenkomplex)
            - Forficula aeolica
            - Forficula auricularia
            - Forficula dentata
            - Forficula mediterranea

          - Forficula decipiens (Gené, 1832)
          - Forficula galvagnii (Vigna-Taglianti, 1999)
          - Forficula iberica Steinmann, 1981
          - Forficula lesnei Finot, 1887
          - Forficula lucasi Dohrn, 1865
          - Gelblicher Ohrwurm – Forficula lurida Fischer, 1853
          - Forficula orsinii Géné, 1832
          - Forficula ruficollis Fabricius, 1798
          - Forficula silana Costa, 1881
          - Türkischer Ohrwurm – Forficula smyrnensis Audinet-Serville, 1838
          - Forficula tomis (Kolenati, 1846)
          - Guanchia bandamaensis Martin, 1978
          - Guanchia brignolii (Taglianti, 1974)
          - Guanchia cabrerae (Bolivar, 1893)
          - Guanchia canariensis (Burr, 1905)
          - Guanchia circinata (Finot, 1893)
          - Guanchia fernandezi Martin, 1978
          - Guanchia gomerensis Martin, 1978
          - Guanchia guancharia (Heller, 1907)
          - Guanchia hincksi (Burr, 1947)
          - Guanchia kaznakovi (Semenov, 1908)
          - Guanchia obtusangula (Krauss, 1904)
          - Guanchia pubescens (Gené, 1837)
          - Guanchia schmitzi (Borelli, 1906)
          - Guanchia storai Chopard, 1942
          - Guanchia tenerifensis Martin, 1978
          - Guanchia transversis Brindle, 1968
          - Guanchia uxoris (Heller, 1907)

      - Hemimeridae (11 Arten)
      - Spongiphoridae (514 Arten)
        - Labiinae
          - Isolabella graeca Verhoeff, 1901
          - Kleiner Ohrwurm – Labia minor (Linnaeus, 1758)
          - Paralabella curvicauda (Motschulsky, 1863)

        - Spongiphorinae
          - Marava arachidis (A.Yersin, 1860)

Außerdem aus dem westpaläarktischen Raum bekannt ist noch Aborolabis mauritanica (Lucas, 1849) aus Nordwestafrika.
Arten außerhalb Europas (Auswahl)
- Allodahlia scabriuscula
- Anisolabella marginalis
- Anisolabis littorea
- Antisolabis seychellensis
- Arixenia esau
- Carcinophora americana
- Carcinophora occidentalis
- Chaetospania gardineri
- Challia fletcheri
- Chelisoches morio
- Doru aculeatum
- Doru taeniatum
- Elaunon bipartitus
- Eparchus insignis
- Esphalmenus silvestri
- Euborellia cincticollis
- Forficula riffensis
- St.-Helena-Riesenohrwurm (Labidura herculeana)
- Labidura truncata
- Paralabella murrayi
- Paratimomenus flavocapitata
- Timomenus komarovi
- Vostox bruneipennis

## Fotogalerie mitteleuropäischer Arten

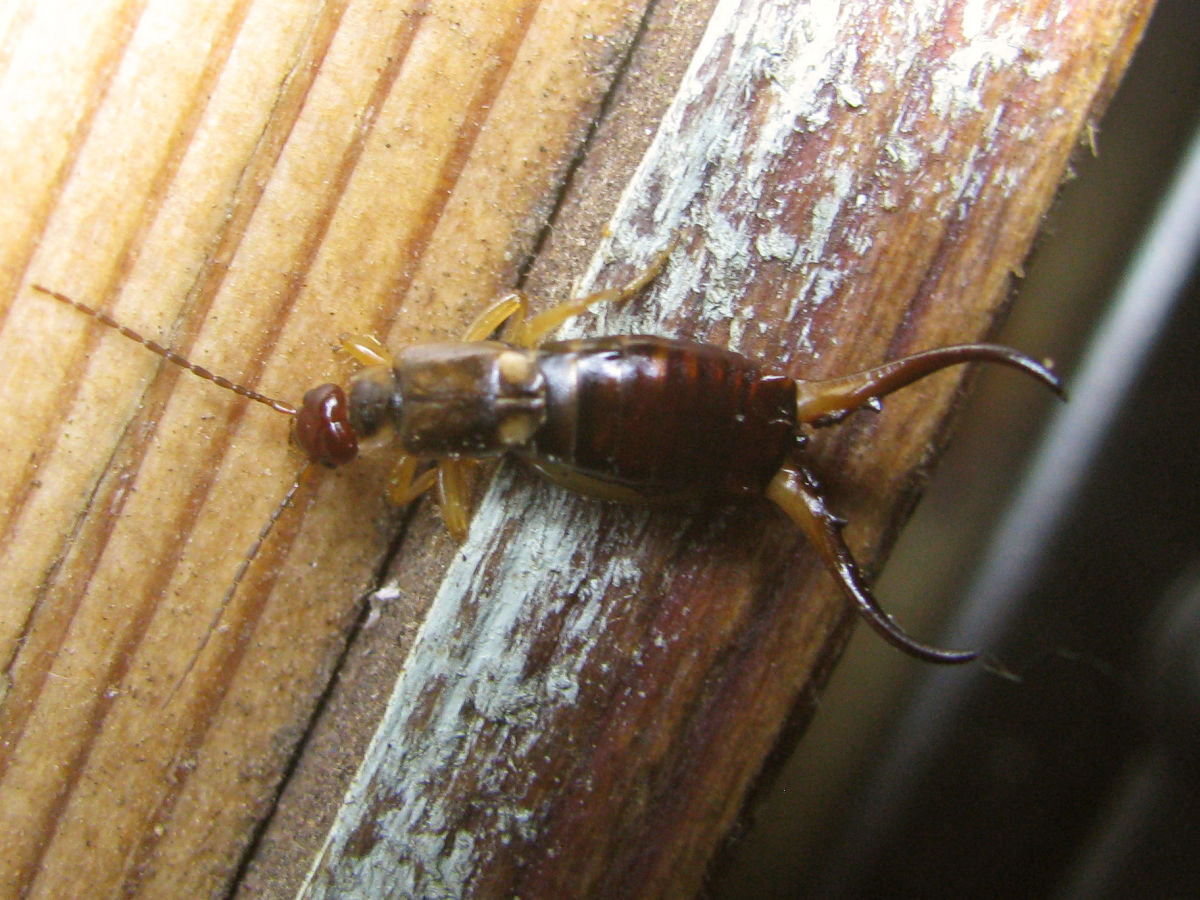
Der Gemeine Ohrwurm (Forficula auricularia) ist die mit Abstand häufigste und bekannteste Art in Mitteleuropa. Im Bild zu sehen ist ein Männchen.
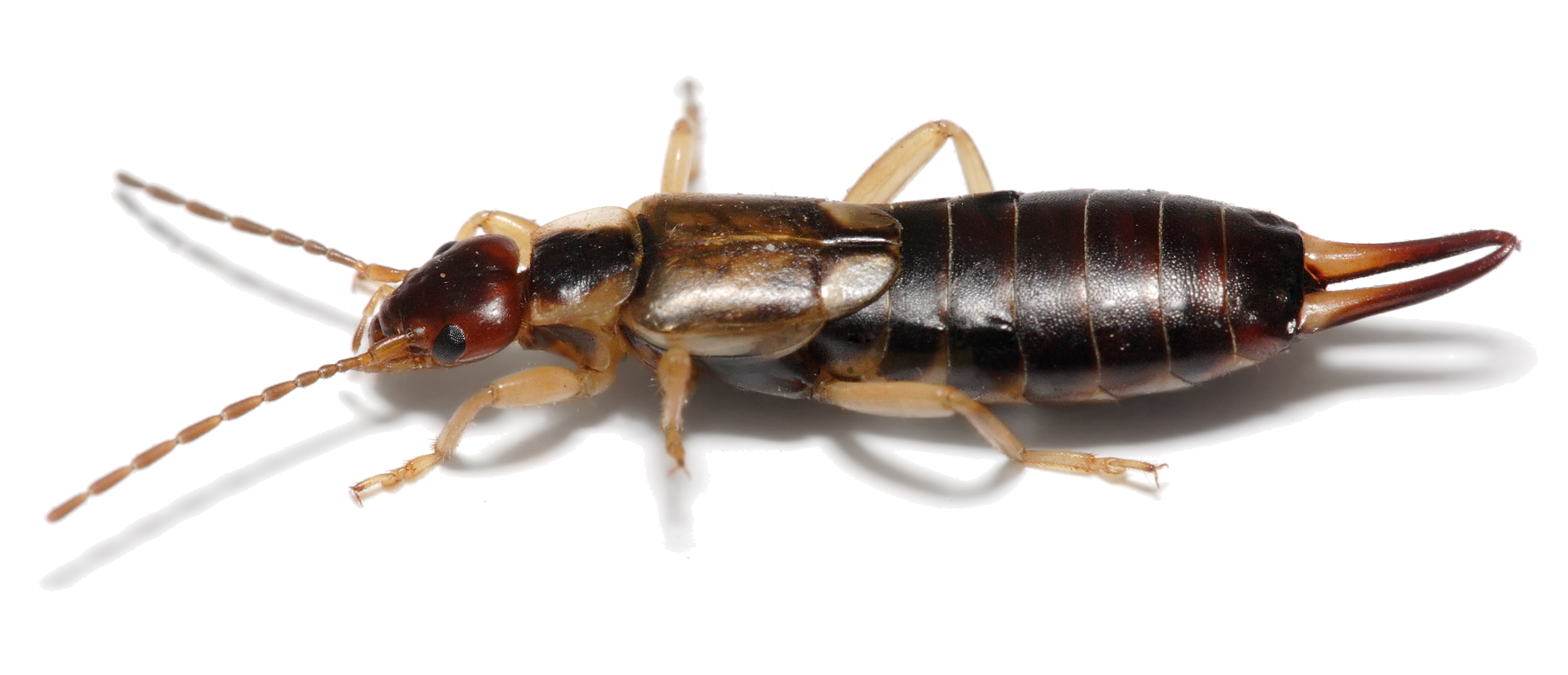
Ein Weibchen des Gemeinen Ohrwurms
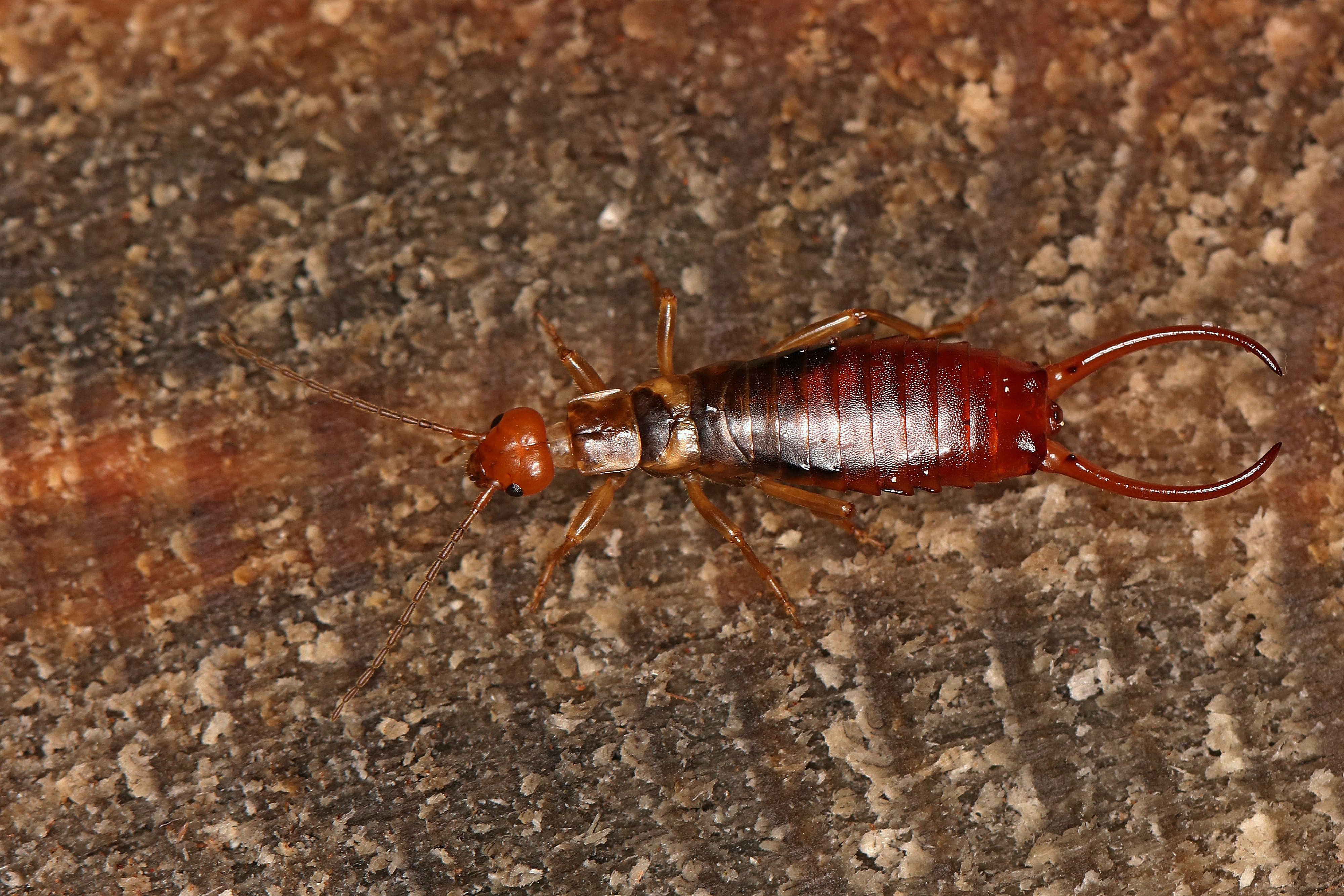
Der Waldohrwurm (Chelidurella acanthopygia) ist ebenfalls sehr weit verbreitet. Im Bild zu sehen ist ein Männchen. Der nah verwandte Bergwaldohrwurm lebt in Mitteleuropa in den Alpen.
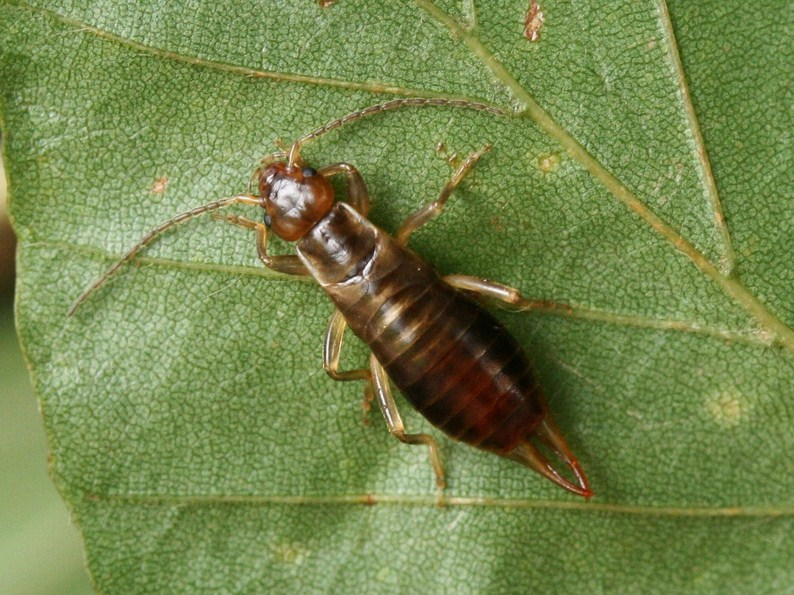
Weibchen des Waldohrwurms
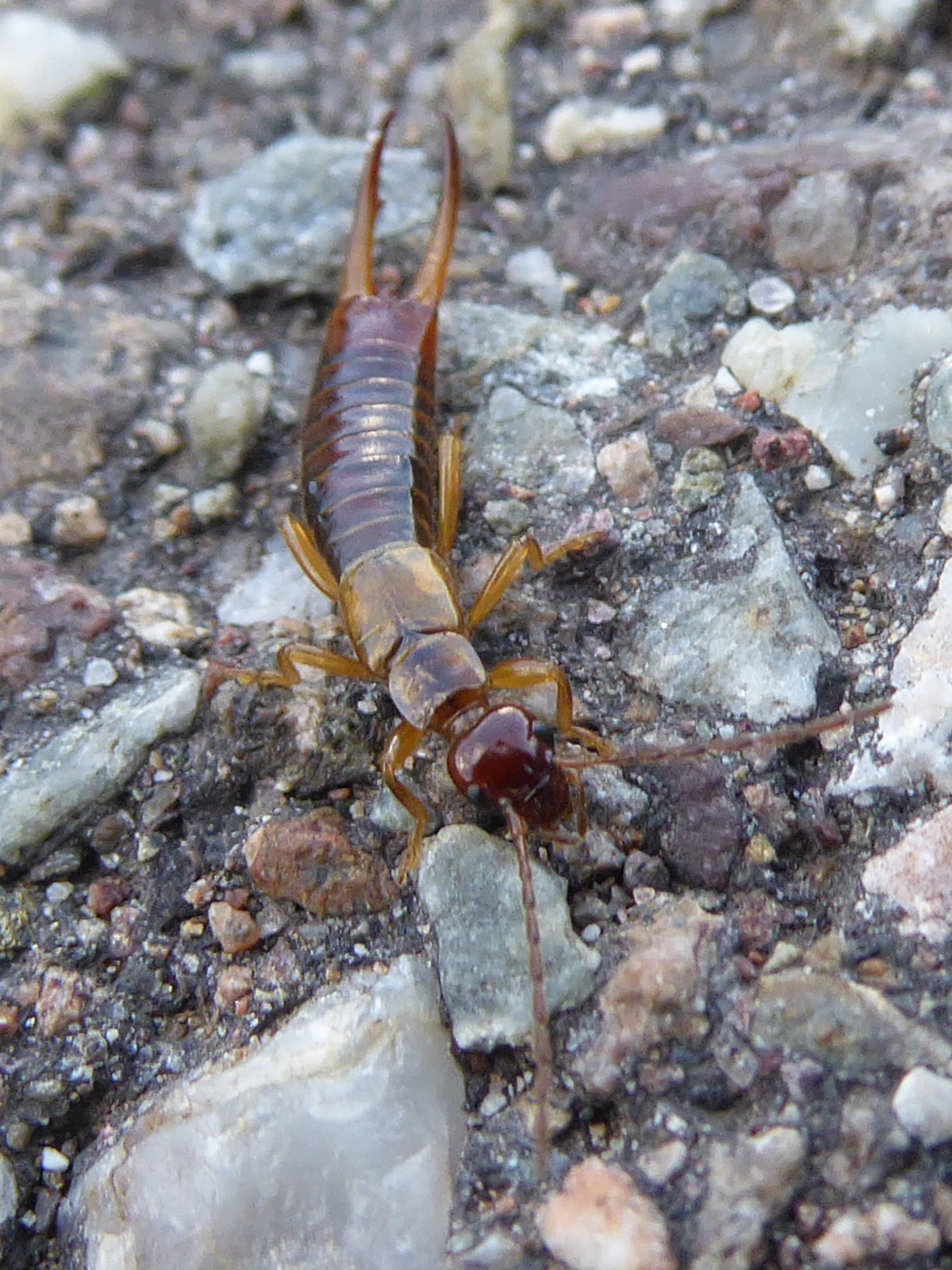
Auch der Gebüsch-Ohrwurm (Apterygidia media) ist sehr weit verbreitet. Im Bild zu sehen ist ein Männchen.
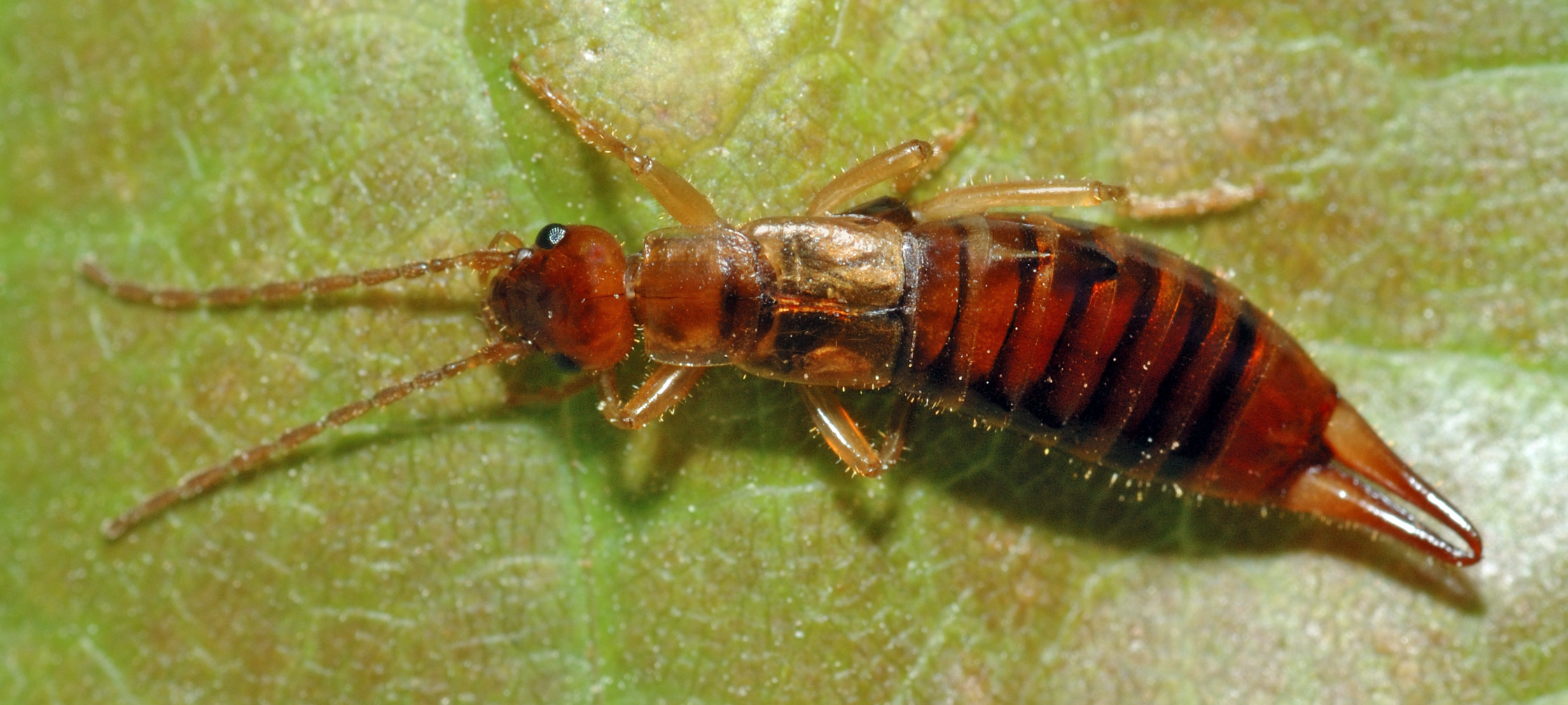
Ein Weibchen des Gebüschohrwurms
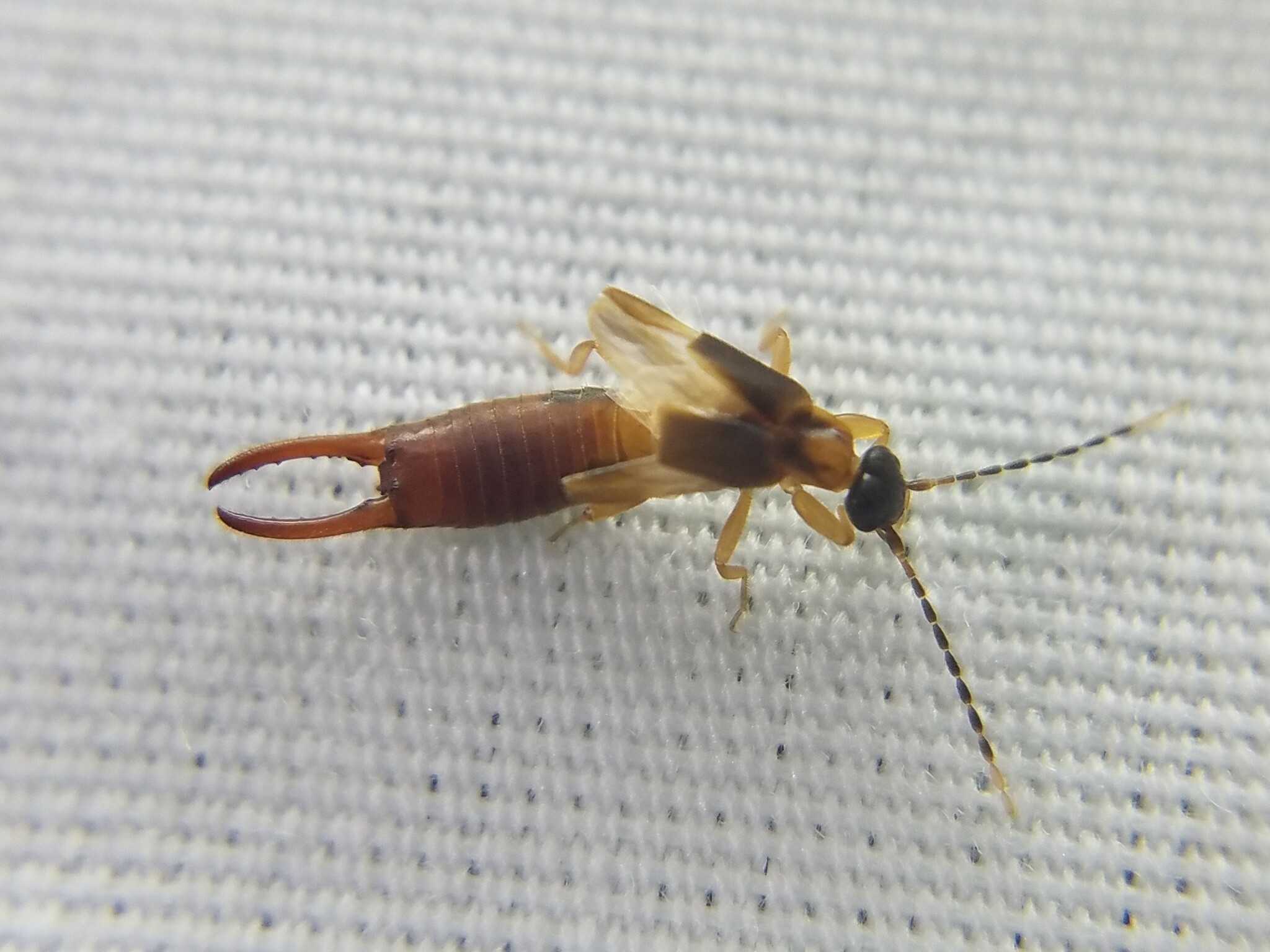
Der Kleine Ohrwurm (Labia minor) ist die vierte der weit verbreiteten Arten, aber seltener zu finden.
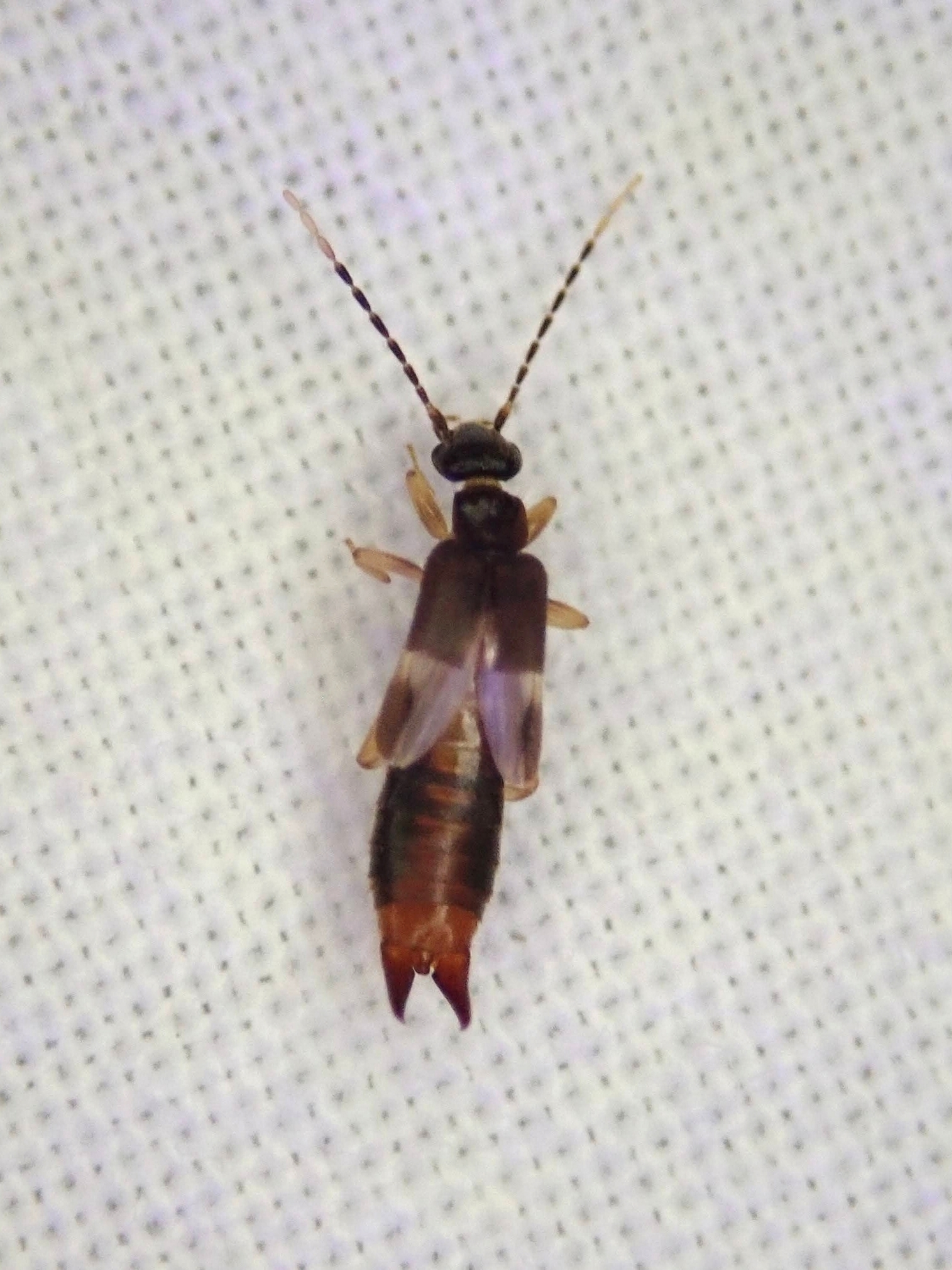
Ein Weibchen des Kleinen Ohrwurms
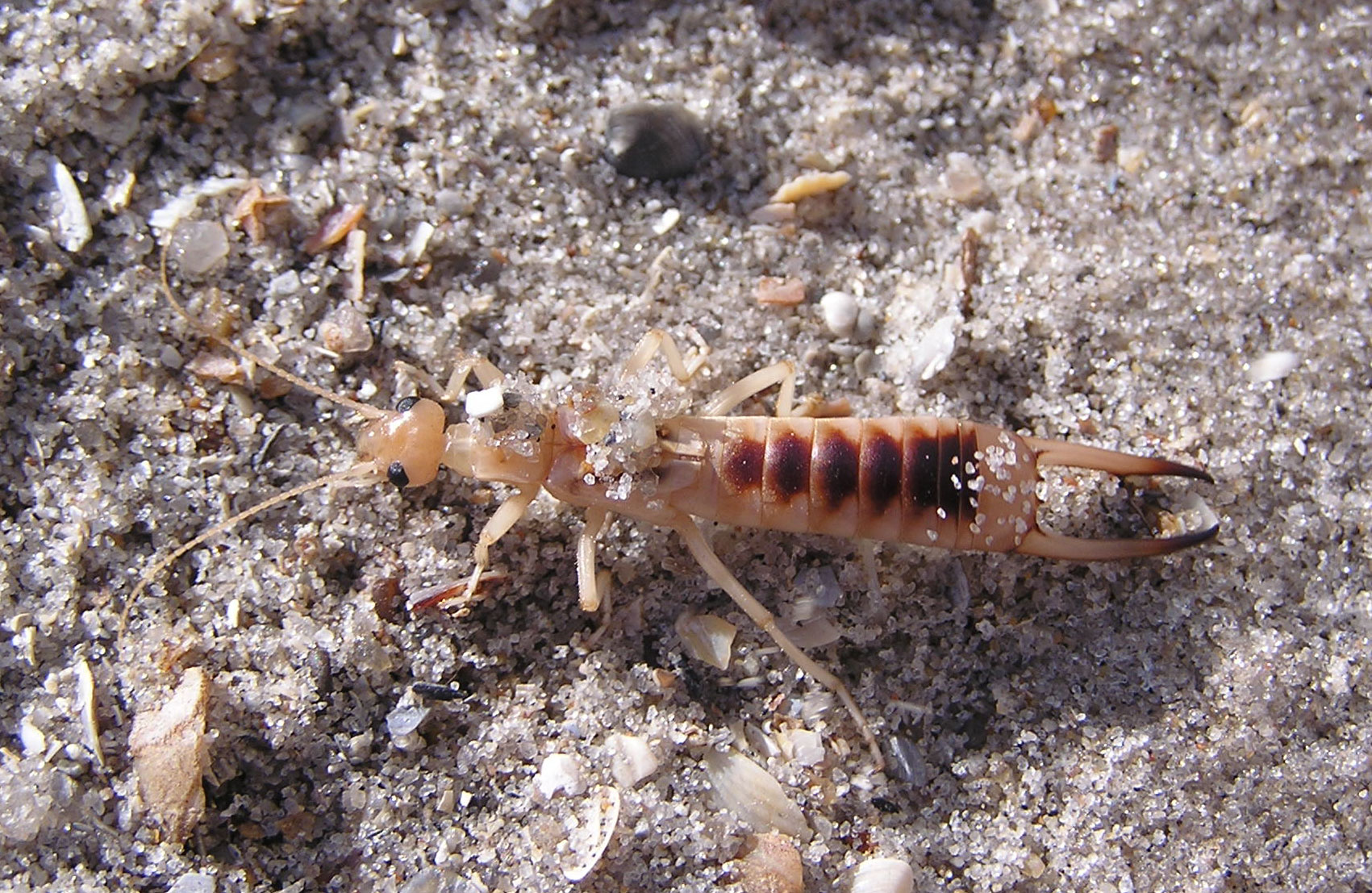
Der Sandohrwurm (Labiduria riparia) wurde ursprünglich aus den Tropen eingeschleppt und ist nördlich der Mittelgebirge sowie im östlichen Mitteleuropa zu finden. Im Bild zu sehen ist ein Männchen.
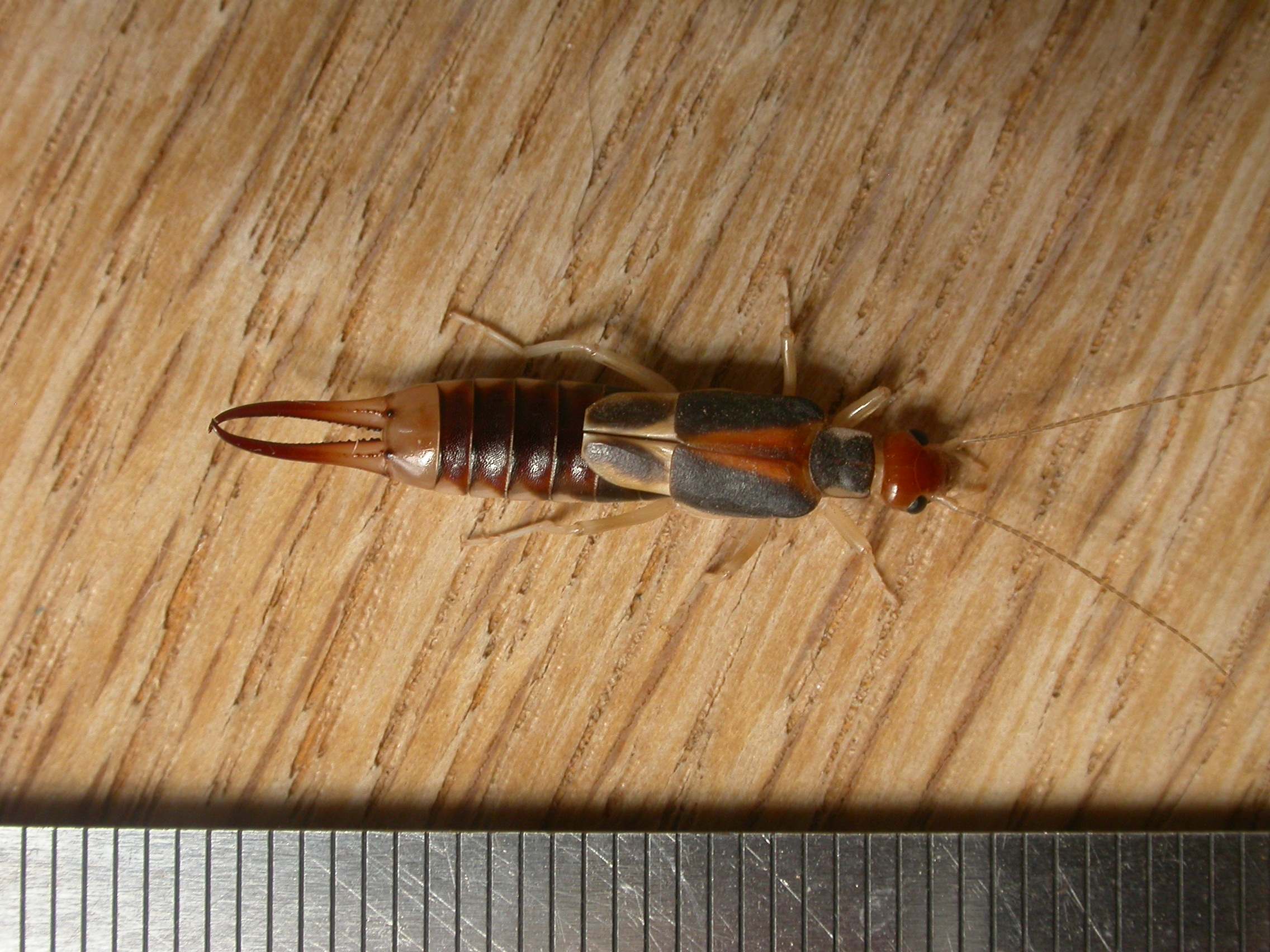
Weibchen des Sandohrwurms
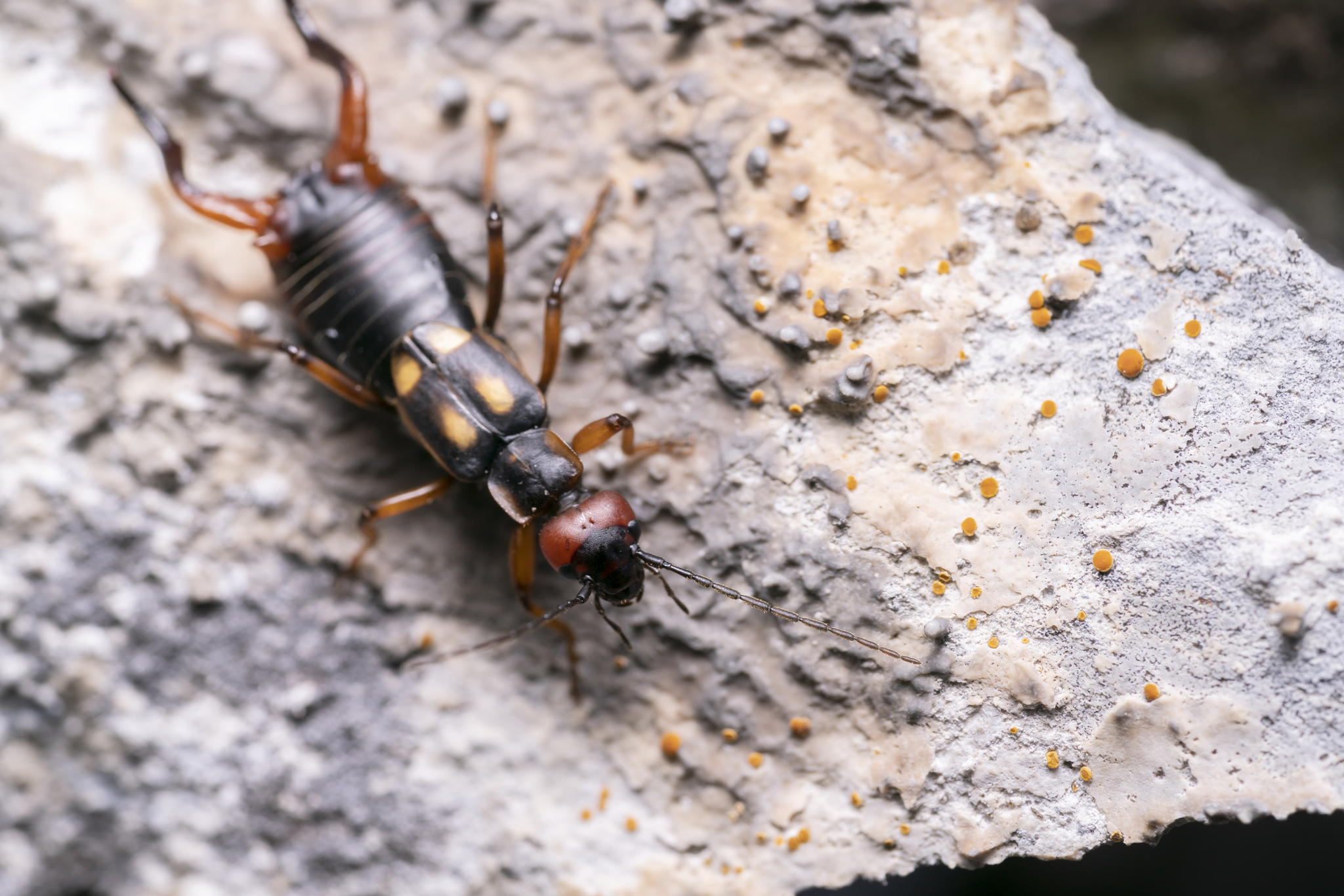
Der Zweipunkt-Ohrwurm (Anechura bipunctata) ist nur noch in den Alpen und wenigen Mittelgebirgen zu finden. Im Bild ein Männchen.
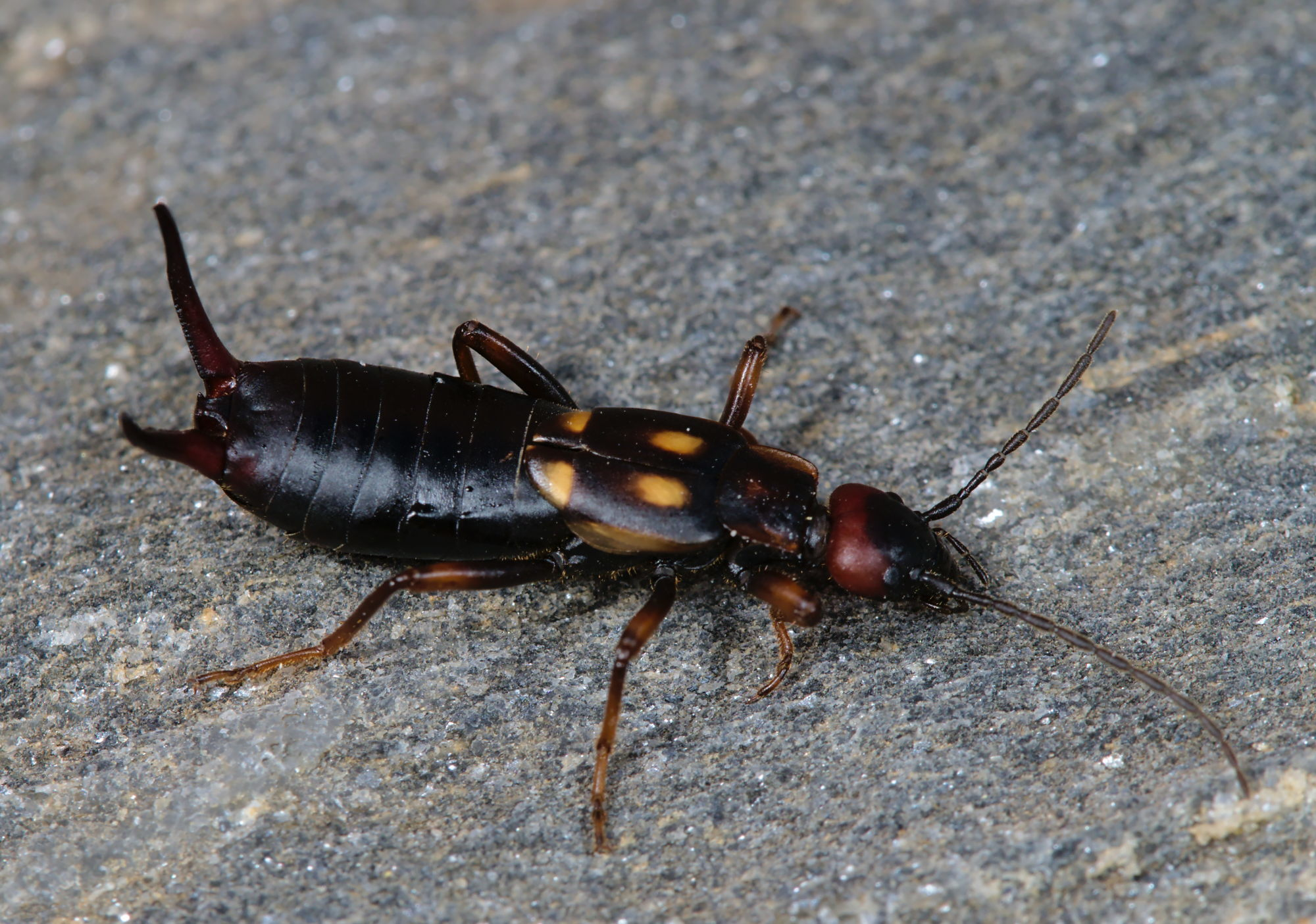
Weibchen des Zweipunkt-Ohrwurms
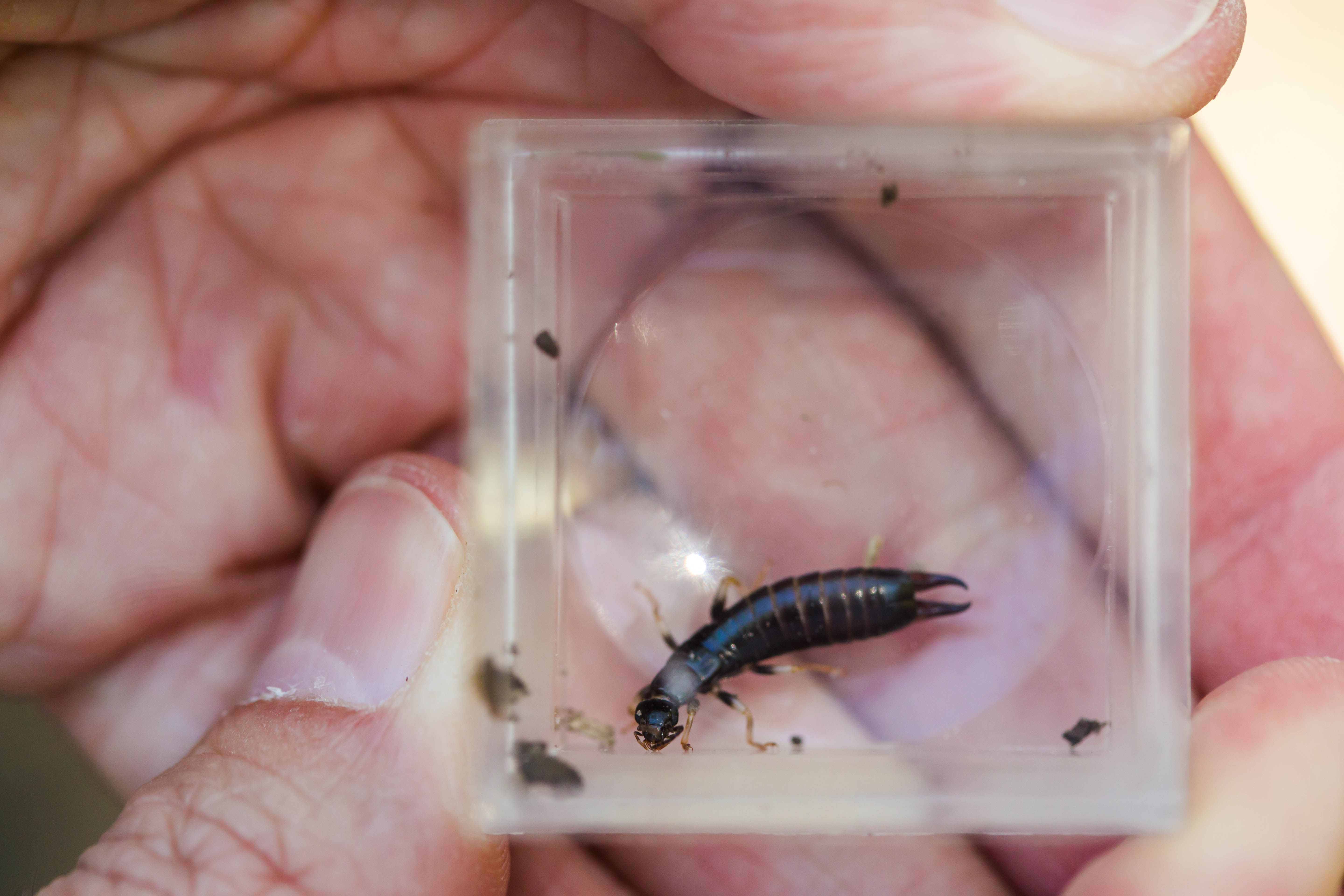
Der Südliche Ohrwurm (Euborellia anulipes) wird regelmäßig aus den Tropen oder Subtropen nach Mitteleuropa eingeschleppt, kann hier aber nur synanthrop (in der Nähe von Menschen) überleben.
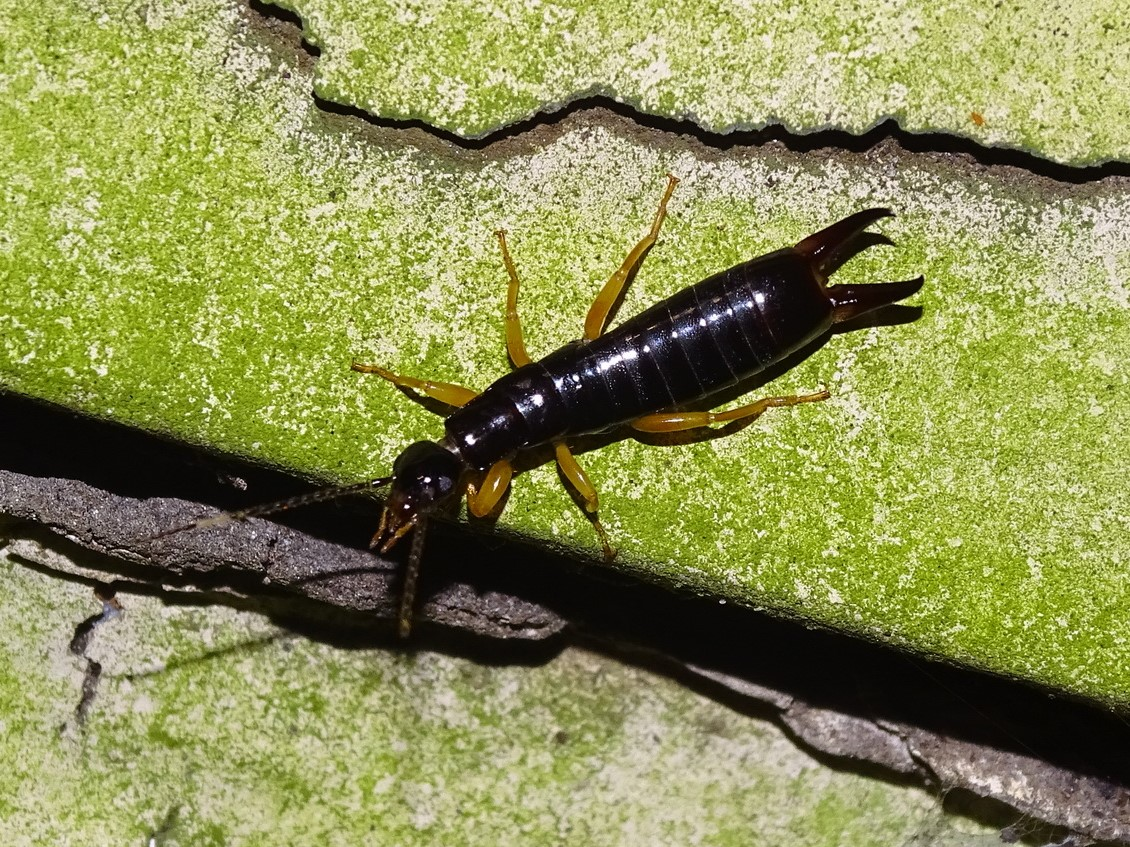
Der Gewächshaus-Ohrwurm (Euborellia arcanum) wurde vermutlich aus Nordamerika eingeschleppt und wird in Mitteleuropa nur selten und nur synanthrop gefunden.
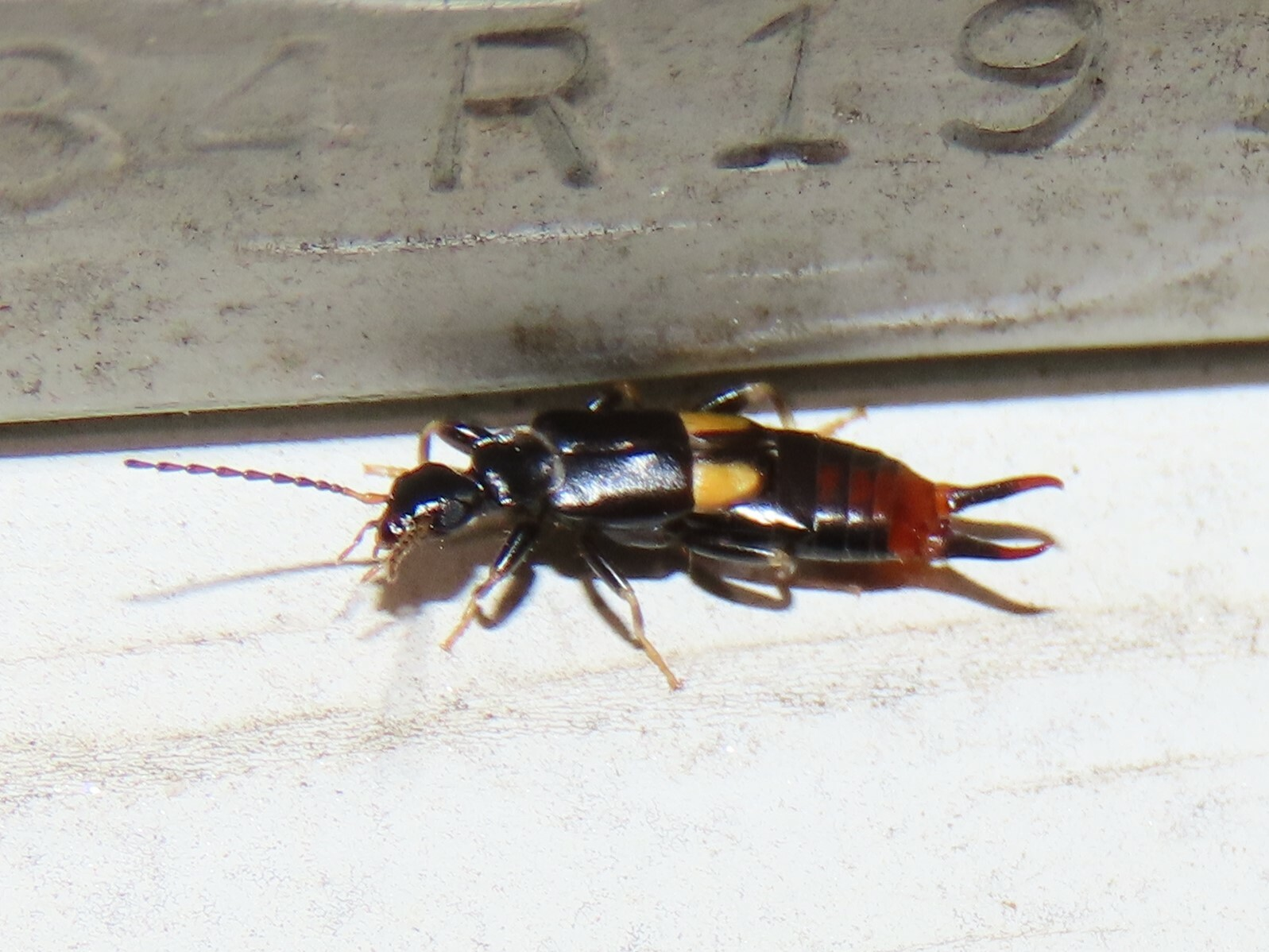
Marava arachidis stammt aus den Tropen und wurde in Mitteleuropa schon mehrfach synanthrop in Häusern gefunden. Im Bild zu sehen ist ein Weibchen. Eine weitere Art aus den Tropen, die in Mitteleuropa in Gewächshäusern gefunden werden kann, ist Paralabella curvicauda.
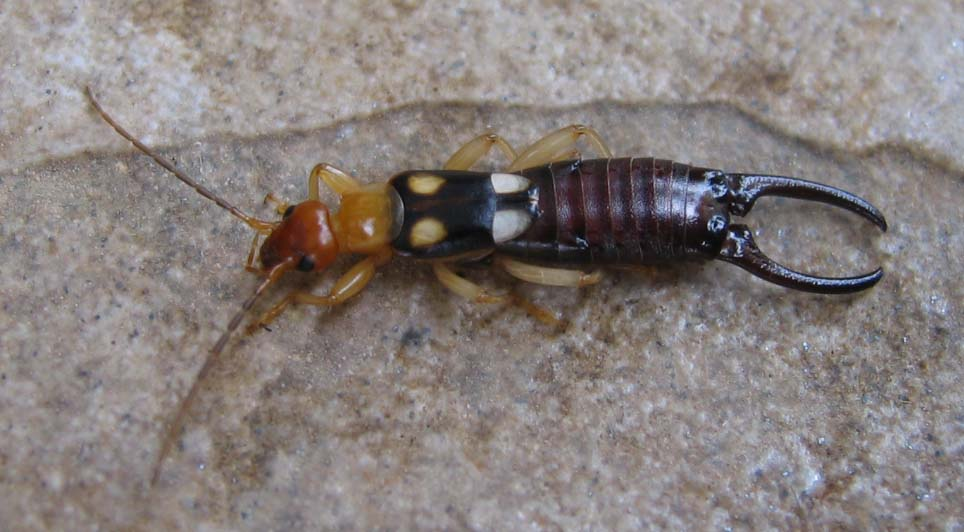
Forficula smyrnensis ist vom östlichen Österreich, dem Nordosten Italiens und Tschechien über Südosteuropa bis Westasien verbreitet. Er kann mit dem Zweipunkt-Ohrwurm verwechselt werden.

Neben diesen Arten sind noch Chelidurella galvagnii, Chelidurella mutica, Chelidurella pseudovignai und Chelidurella vignai aus Österreich bekannt. In Großbritannien und Nordfrankreich lebt noch Forficula lesnei, ebenso wurden im Nordwesten Frankreichs schon Forficula decipiens, Guanchia pubescens und Euborellia moesta nachgewiesen. In Osteuropa dringt Forficula tomis weit nach Norden vor. Die übrigen im Abschnitt Taxonomie aufgeführten europäischen Arten finden sich in Südeuropa.

## Fossile Belege
Ohrwürmer sind seit dem Jura bekannt. Imagines sind mit vier Arten der Gattung Forficula aus verschiedenen tertiären Bernsteinlagerstätten (insbesondere dem Baltischen Bernstein eozänen Alters) vertreten. In Bernstein sind auch Einschlüsse mit Larven gefunden worden, die den Gattungen Forficula, Labidura und Pygidicrana zugeordnet werden.